# Trzebiatów
Trzebiatów (niem. Treptow an der Rega) – miasto w północno-zachodniej Polsce, w woj. zachodniopomorskim, w powiecie gryfickim, siedziba miejsko-wiejskiej gminy Trzebiatów. Leży na Pobrzeżu Szczecińskim, nad rzeką Regą, w odległości ok. 8 km od Morza Bałtyckiego.
Według danych z 30 czerwca 2010 miasto miało 10 165 mieszkańców, co lokuje Trzebiatów na 25. miejscu pod względem ludności w województwie.
Miasto jest siedzibą administracyjną gminy Trzebiatów. Jest ośrodkiem miejskim o tradycji średniowiecznej, dawnym miastem hanzeatyckim, które konkurowało jako ośrodek handlu międzynarodowego z Gryficami i Kołobrzegiem.
Trzebiatów jest miejscem produkcji wanien i łodzi motorowodnych, a także przetwórstwa rybnego.
Miasto ma czytelne średniowieczne rozplanowanie w obrębie częściowo zachowanych ceglanych murów obronnych, opasanych fosą, z gotycką farą, klasycystycznym pałacem, ratuszem na rynku oraz licznym zespołem mieszczańskich kamienic.
Trzebiatowski kościół rzymskokatolicki pełni funkcję Archidiecezjalnego Sanktuarium Maryjnego Macierzyństwa NMP. Znajduje się w nim koronowany obraz Madonny z Dzieciątkiem z 1867 roku.

## Położenie

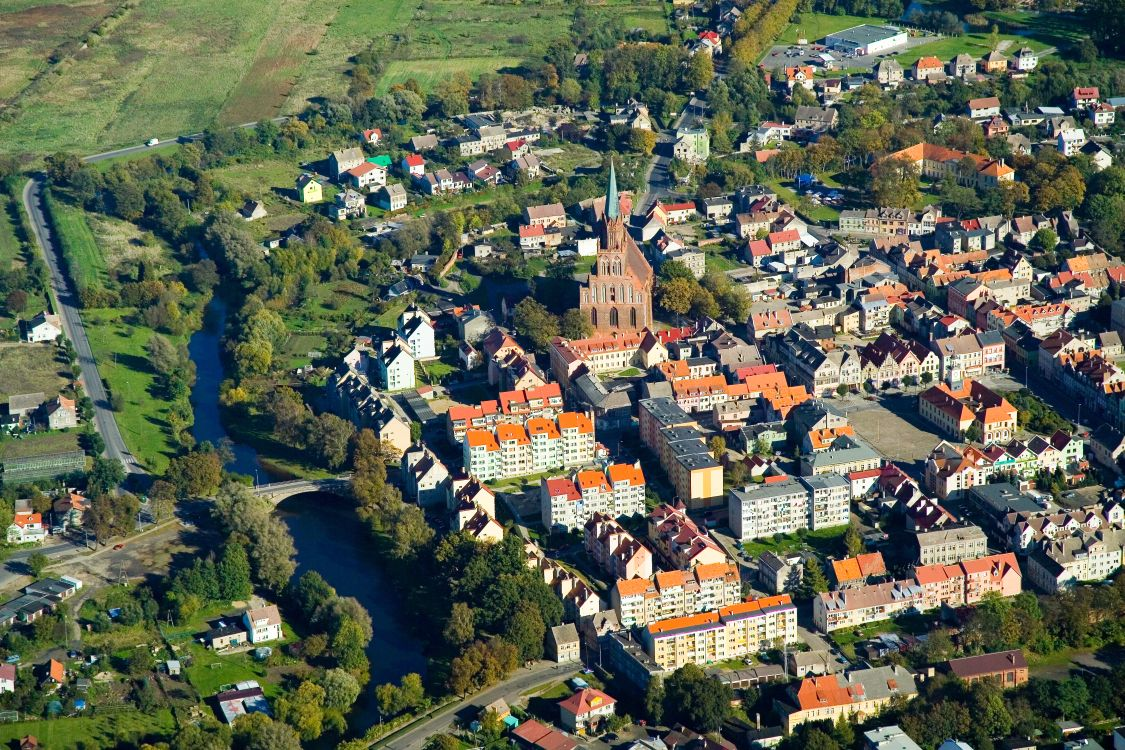
Stare Miasto z lotu ptaka

Trzebiatów (przy współrzędnych 54°03′26″N 15°16′43″E/54,057222 15,278611) leży w północnej części woj. zachodniopomorskiego, w północnej części powiatu gryfickiego, w środkowej części gminy Trzebiatów.
Miasto znajduje się na pograniczu Wybrzeża Trzebiatowskiego i Równiny Gryfickiej, które należą do makroregionu Pobrzeże Szczecińskie. Trzebiatów leży nad rzeką Regą i jest oddalone ok. 8 km od Morza Bałtyckiego. Stare Miasto położone w zakolu rzeki, znajduje się na wyraźnym wzniesieniu otoczonym murami.
Według danych z 1 stycznia 2009 powierzchnia miasta wynosi 10,25 km². Ostatnie zmiany granic administracyjnych Trzebiatowa zostały dokonane w 1972 roku.
Rozciągłość zabudowań miejskich w kierunku południkowym wynosi ok. 2,3 km, a w kierunku równoleżnikowym (nie obejmująca Jaromina) ok. 2,9 km.
Trzebiatów jest położony w północnej części Pomorza Zachodniego, od 1723 roku w powiecie Greifenberg i. Pom. Od 1814 do 1945 roku w prowincji Pomorze, do 1938 w rejencji szczecińskiej, następnie przez 7 lat w rejencji koszalińskiej. W latach 1946–1998 znajdowało się w województwie szczecińskim.

## Środowisko
| Rodzaj                       | Powierzchnia | %     |
| ---------------------------- | ------------ | ----- |
| Użytki rolne                 | 442 ha       | 43,5% |
| Lasy i grunty leśne          | 27 ha        | 2,7%  |
| Pozostałe grunty i nieużytki | 556 ha       | 53,8% |
| Razem (Σ)                    | 1 025 ha     | 100%  |

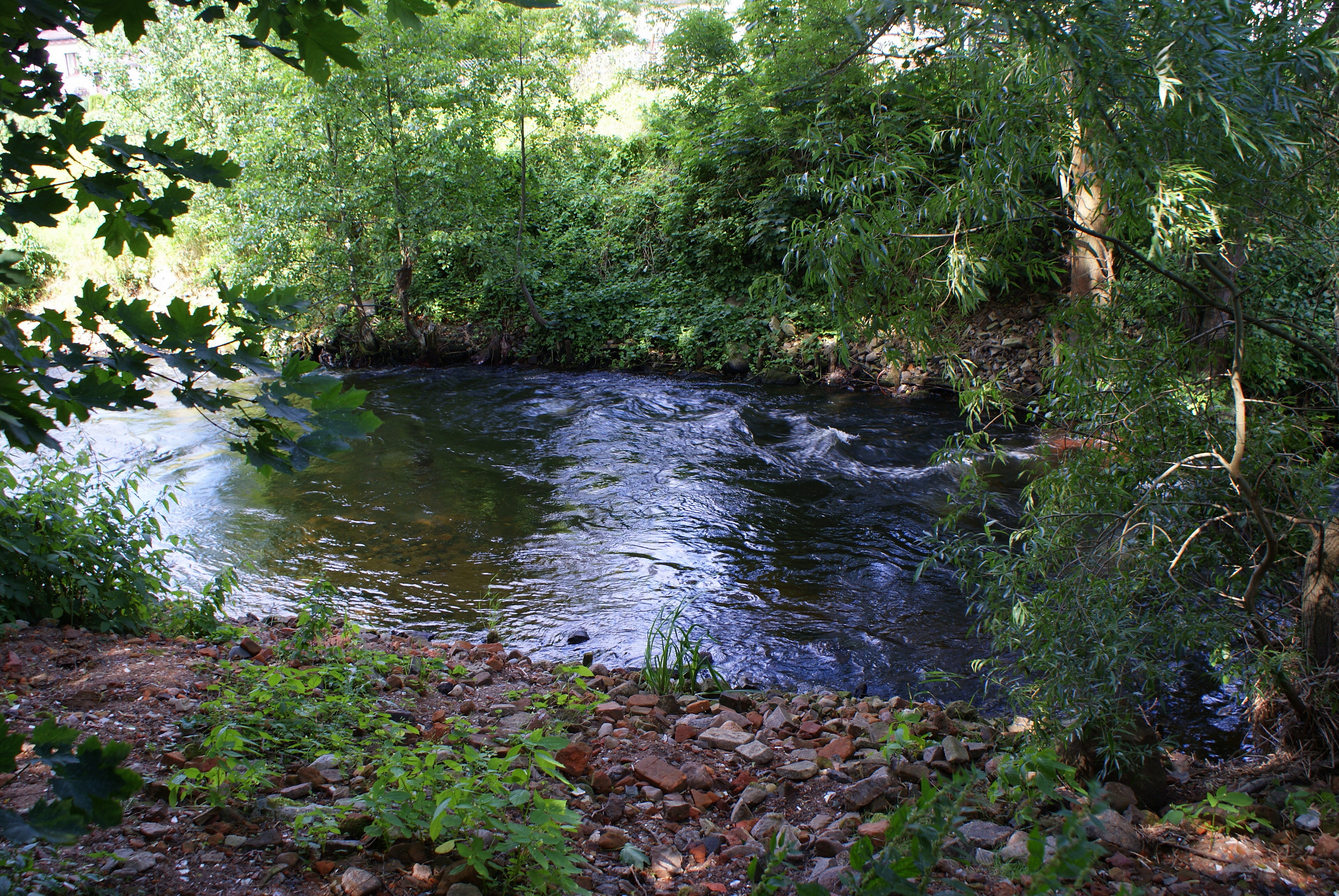
Młynówka za elektrownią

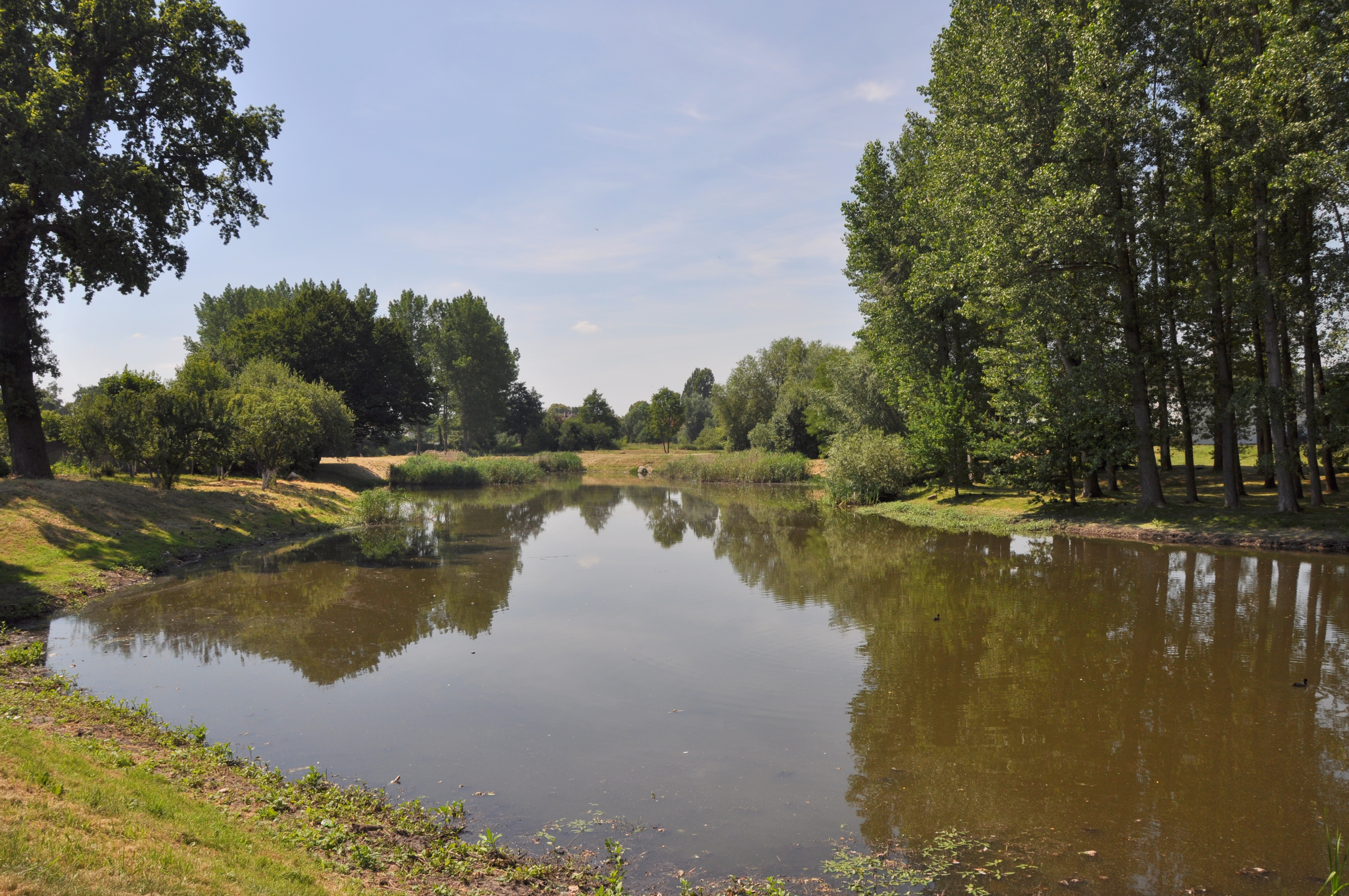
Staw św. Jerzego

Przez miasto przepływa rzeka Rega, a także jej ramię boczne Młynówka. Stare Miasto jest położone w zakolu Młynówki i Regi. Na północ od miasta biegnie struga Sarnia, która przepływa przez północno-zachodnią część Trzebiatowa (Białoboki), a następnie uchodzi do Regi. Przy wschodniej granicy miasta płynie struga Sekwanka łącząca się z Sarnią. W zachodniej części miasta przy ulicy Kołobrzeskiej znajduje się staw św. Jerzego i drugi staw z nim połączony pod tą ulicą. Trzeci zbiornik wodny na obszarze bagnistym między liniami kolejowymi i ulicą Kołobrzeską.
W danych wieloletnich (do 1997) wielkość normalnych opadów rocznych dla Trzebiatowa jest równa 612,0 mm.
Użytki rolne na obszarze miasta w 2005 roku obejmowały 442 ha, czyli 43,5%. Powierzchnia lasów w obrębie miasta wynosiła w 2007 r. 26,6 ha, co daje lesistość na poziomie 2,60%.

### Przyroda
Miasto położone jest w dolinie Regi, obejmującej zróżnicowane ekosystemy. Rega jest także korytarzem ekologicznym o ponadregionalnym znaczeniu. Rzeka jest drogą migracji kilku gatunków ryb szlachetnych na tarliska m.in. troć wędrowna. W okolicy Trzebiatowa i na zboczach doliny Regi występują siedliska subatlantyckich grądów bukowo-dębowo-grabowych w ubogiej postaci pomorskiej.
Do wschodnich granic miasta przylega Las Trzebiatowski, będący jednym z nielicznych większych kompleksów leśnych o drzewostanie pozostającym w dużej zgodności z siedliskiem i o walorach krajobrazowych. Na terenach niedostępnych dla gospodarki i turystyki (tereny wojskowe) zachowały się zbiorowiska leśne, wśród których do najcenniejszych należą stare bory bażynowe i nienaruszone fitocenozy torfowiskowe i bagienne. Las Trzebiatowski jest obszarem lęgowym dwóch gatunków ptaków drapieżnych, które podlegają ochronie gatunkowej i ochronie strefowej – kani rudej i orlika krzykliwego. Ponadto w Trzebiatowskim Lesie występują duże zgrupowania rzekotki drzewnej i kilka stanowisk ropuchy szarej.
Zachodnie obrzeża miasta należą do obszaru mającego znaczenie dla Wspólnoty – Trzebiatowsko-Kołobrzeskiego Pasa Nadmorskiego. Trzebiatów od zachodu i północnego wschodu graniczy z obszarem specjalnej ochrony ptaków „Wybrzeże Trzebiatowskie”.
Na terenie miasta został utworzony obręb ochronny, gdzie od 1 maja do 30 lipca oraz od 1 września do 15 lutego zabrania się połowu ryb oraz czynności szkodliwych dla ryb. Obręb ochronny znajduje się przy urządzeniach śluzy piętrzącej.

## Historia

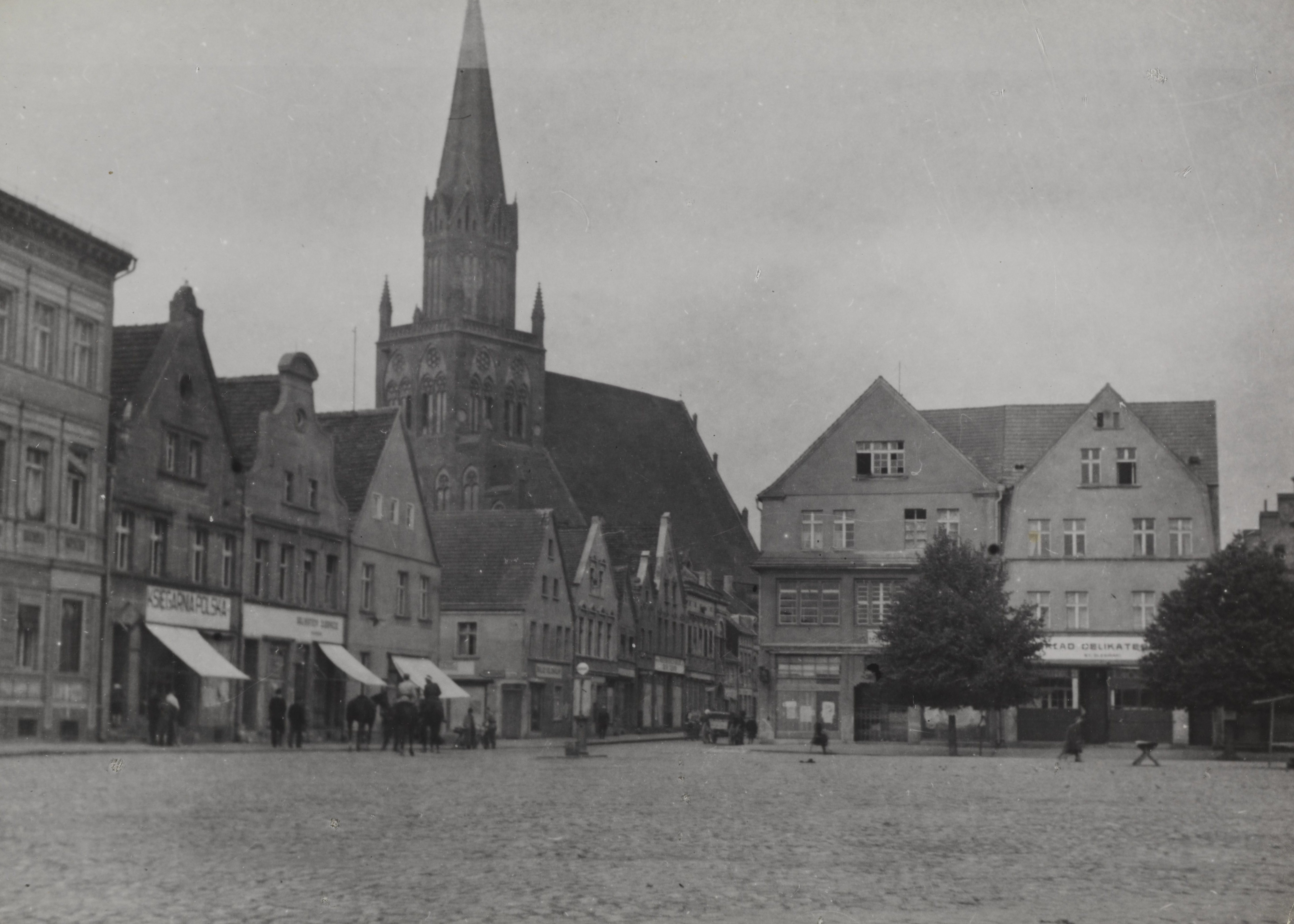
Rynek w 1945

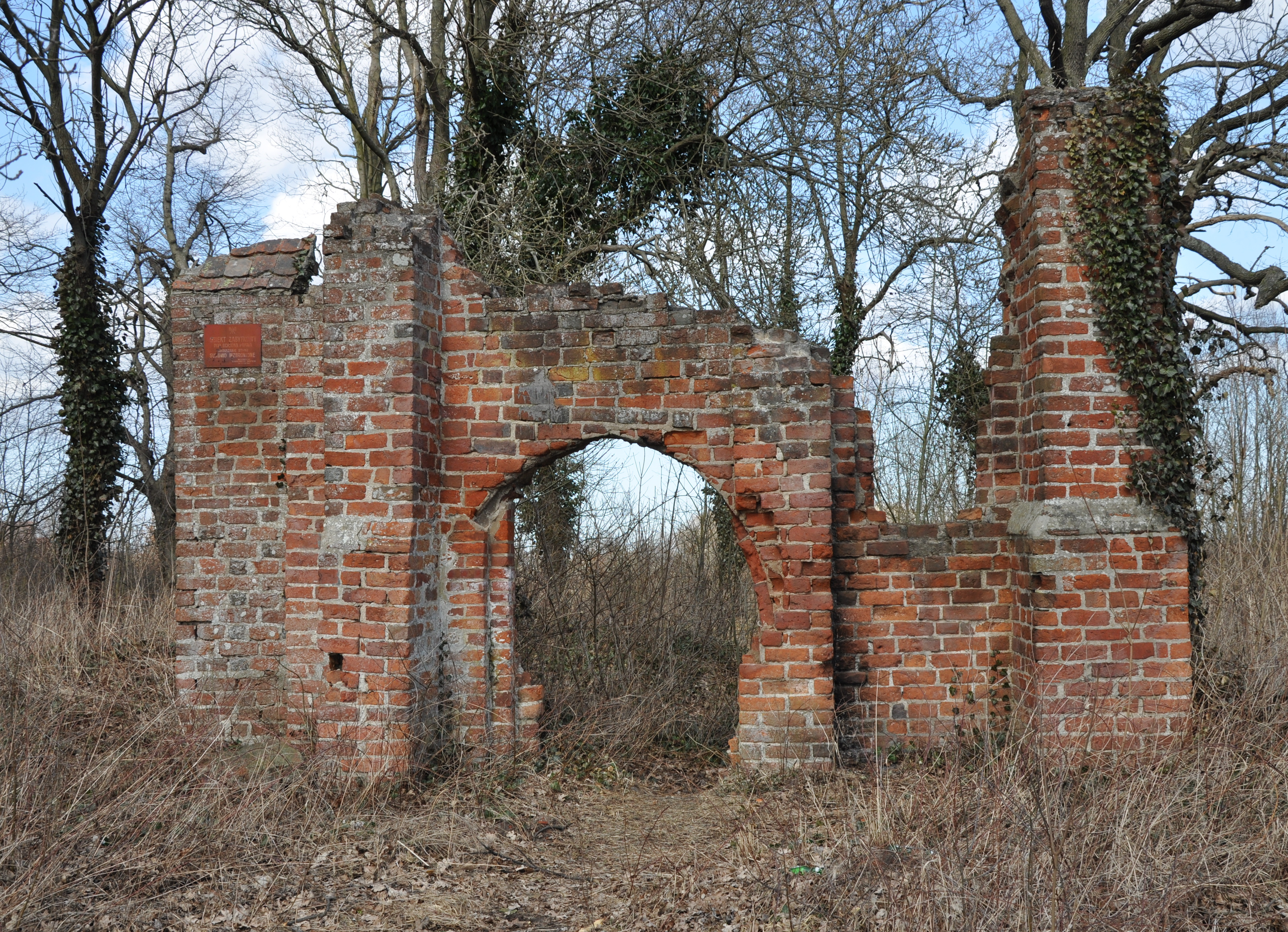
Ruiny kościoła parafialnego na Wyszkowie

Dogodne ukształtowanie powierzchni oraz rzeka Rega tworząca z trzech stron ochronę przed potencjalnym najeźdźcą stworzyły dogodne warunki do założenia osady. W IX wieku znajdował się tutaj warowny gród słowiański i osada przygrodowa. W latach 1931–1932 podczas wykopalisk odkryto fragmenty budynków z paleniskami oraz ze znaczną ilością słowiańskiej ceramiki. Były tam też rzymskie monety, prawdopodobnie złożone w ofierze. Na podstawie późniejszych badań stwierdzono, że w ówczesnym czasie, miejscowość stanowiła miejsce kultu Peruna. W sąsiedztwie Trzebiatowa natomiast w X w. na przedmieściu Białoboki według późnośredniowiecznych źródeł znajdowała się świątynia bóstwa pogańskiego nazywanego Białym Bogiem, jednak istnienie takiego bóstwa nie jest potwierdzone. Obszar został włączony do państwa polskiego przez Mieszka I ok. 967 roku.
Pierwsza źródłowa wzmianka o mieście znajduje się w akcie z 1170 roku, w którym książę pomorski Kazimierz I przekazał 11 wsi oraz prawo patronatu nad kościołem w Trzebiatowie, położonych w pobliskich Białobokach norbertanom, przybyłym z Lund w Szwecji. Założyli oni w Białobokach męski klasztor. W 1224 roku Trzebiatów stał się oprawą wdowią księżnej Anastazji, żony księcia pomorskiego Bogusława I. Ufundowała ona w mieście kościół św. Mikołaja oraz klasztor norbertanek. Od XIII wieku datuje się rozwój miasta, jako ośrodka handlowego nad brzegiem Bałtyku. W 1277 roku książę Barnim I, jego syn Bogusław zawarli z opatem Tomaszem z klasztoru norbertanów układ w sprawie lokacji miasta i otwarcia w nim mennicy książęcej. W dniu 6 maja 1277 książęta oraz opat nadali miastu prawa miejskie. Wiązał się z tym szereg przywilejów natury gospodarczej: przyznano miastu port Regoujście, prawo wolnej żeglugi na rzece Redze, prawo obwarowania miasta murami obronnymi. Zakonnicy z Białoboków mieli natomiast otrzymywać połowę dochodów z mennicy oraz z miasta. W 1283 roku od księcia Bogusława IV za udział w bitwie pod Stargardem miasto uzyskało prawo do odbijania pieczęci, w czerwonym wosku. Na przełomie XIV i XV wieku Trzebiatów był dużym portem i członkiem Hanzy i stan ten trwał przez najbliższy wiek.

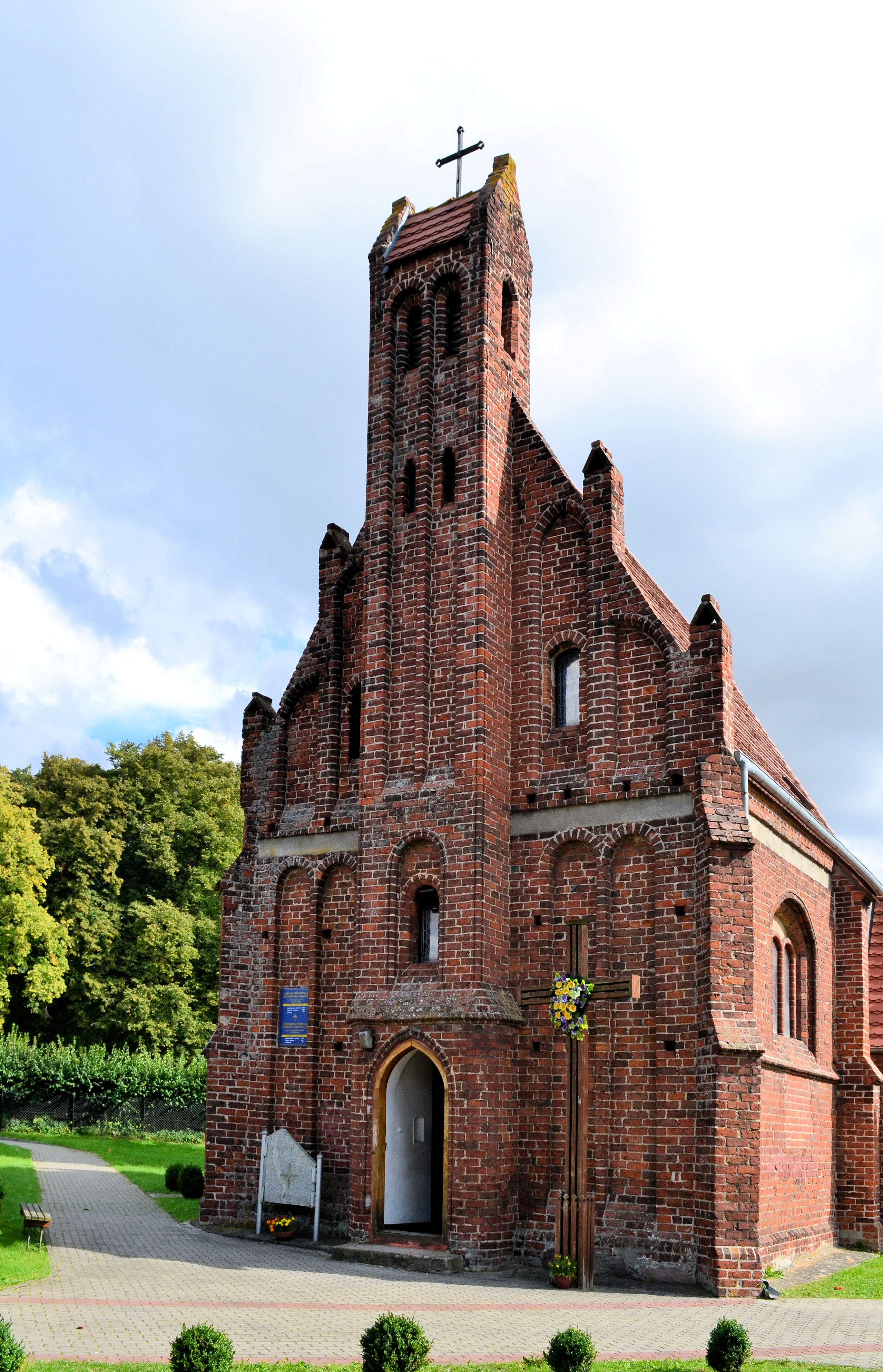
Kaplica św. Gertrudy, (XIV w.), obecnie cerkiew greckokatolicka

W roku 1309 Otton I i Warcisław IV przejęli władzę w Trzebiatowie. Od tej pory dochody z miasta nie były dzielone, jednak książęta musieli sowicie za to zapłacić. Od 1328 roku w mieście istniała szkoła średnia, z bogatym programem nauczania. Przywileje lokacyjne, a zwłaszcza jeden: do prawa żeglugi na Redze przyczynił się nie tylko do rozwoju miasta, ale też do waśni z pobliskimi Gryficami. Również rywalizacja z Kołobrzegiem nie przyniosła miastu korzyści. Gryfice chcąc mieć wyłączność do prawa żeglugi pisała skargi do papieża, a gdy to nie pomogło gryficzanie uciekali się do napaści na Trzebiatów. Konflikt doprowadził do kilku wojen, które skończyły się dla Trzebiatowa marginalizacją jego znaczenia. Z czasem miasto podupadło będąc tylko ośrodkiem życia lokalnego. Trzebiatów oddalając się od Gryfic w XIV wieku nawiązał szerszą współpracę z coraz prężniej rozwijającym się Kołobrzegiem. W roku 1416 miasto przystąpiło do Związku Hanzetyckiego. W 49 lat później – w roku 1465 – został z niej wykluczony, jednak przez ten czas wzbogacił się znacznie na handlu śledziami, solą, piwem, słodem, cebulą i piernikami. W tym czasie Trzebiatów nawiązał szersze kontakty handlowe z wieloma miastami nadbałtyckimi, m.in. z Kopenhagą w Danii czy Gdańskiem. Od 1571 roku było miejscem targów końskich i krowich. Rozwinęło się też sukiennictwo. Rozwój miasta trwał nieprzerwanie do wieku XVII kiedy to wskutek silnych sztormów i zapiaszczenia portu w Regoujściu żegluga na Redze stała się niemożliwa. Nie pomogło też przekopanie nowego kanału i portu w okolicach dzisiejszego Mrzeżyna. W tym też czasie zakończyły się spory Trzebiatowa z Gryficami. Ostatnie towary do Trzebiatowa wpłynęły w 1826 roku.

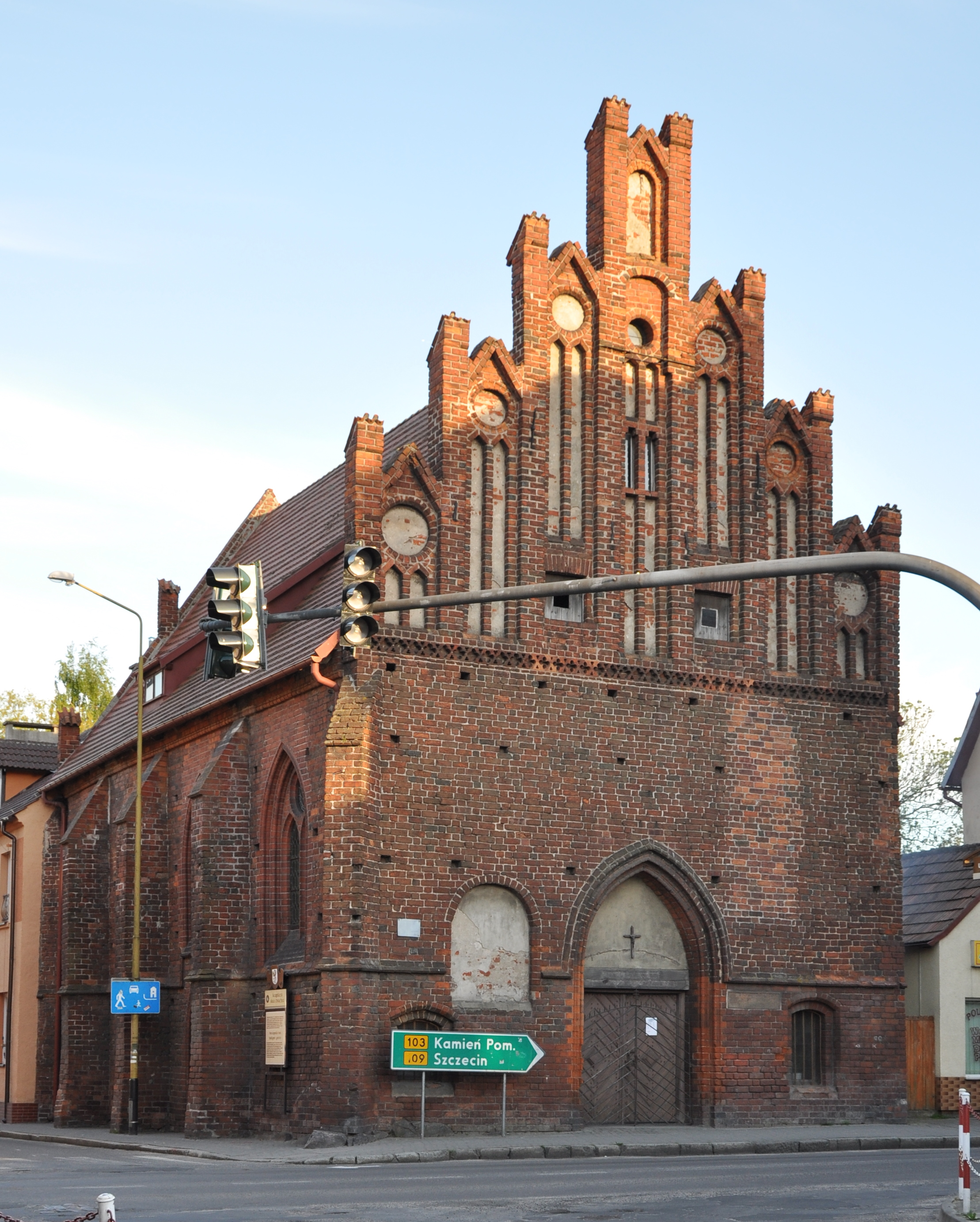
Kaplica Świętego Ducha, (XIII w.), obecnie prawosławna

W XVI wieku Trzebiatów odegrał poważną rolę w rozwoju reformacji, jako główny ośrodek działalności Jana Bugenhagena. W grudniu 1534 roku w kaplicy św. Ducha odbył się sejm stanowy, znany szerzej pod nazwą sejm trzebiatowski. Podczas jego obrad książęta pomorscy zadecydowali o wprowadzeniu reformacji i przyjęciu luteranizmu jako religii panującej na Pomorzu. Tym samym odrzucono zwierzchnictwo Rzymu. Po sekularyzacji dóbr kościelnych, majątki trzebiatowskich klasztorów przeszły na własność Gryfitów. Były one wdowią oprawą książęcych żon do 1658 roku. W XVII wieku należały do książąt-elektorów brandenburskich. Podczas wojny trzydziestoletniej w 1624 i 1627, przez miasto przetaczały się armie obu walczących stron. W roku 1643 wojska cesarskie zdobyły i kompletnie splądrowały Trzebiatów. Po podpisaniu pokoju westfalskiego w 1648 roku miasto na prawie sto lat znalazło się w granicach Brandenburgii. W XVII wieku miasto nawiedziła fala pożarów. Największe miały miejsce w roku 1631, 1635 i 1679. Zniszczyły one miasto prawie doszczętnie. Spalony został m.in. ratusz, dwór książęcy i cegielnię. W podobnym czasie miasto nawiedziła także zaraza.
W 1761 roku Trzebiatów zdobyły wojska rosyjskie, które w tym czasie okupowały Pomorze Zachodnie. Po wyzwoleniu stało się pruskim miastem garnizonowym, którym pozostało aż do II wojny światowej. I właśnie fakt, że polityka pruska kładła nacisk na utrzymanie armii sprawił, że był barierą rozwoju miasta. W latach 1750–1790 miasto było własnością księcia wirtemberskiego Fryderyka Eugeniusza. Za sprawą żony jego syna Marii Anny z Czartoryskich, doszło do ożywienia kulturalnego miejscowości. Dawny klasztor norbertanek, od połowy XVI wieku zamek książęcy, został z inicjatywy Czartoryskiej przebudowany w stylu klasycystycznym. Tutaj przyszedł na świat król Fryderyk I Wirtemberski, tutaj też wychowywała się jego siostra – przyszła żona cara Pawła I, Zofia Dorota Wirtemberska. W latach 1797–1811 miastem zarządzał gen. Gebhard von Blücher, uczestnik bitwy pod Waterloo. W 1807 miasto zostało zdobyte przez wojska napoleońskie. W 1824 roku przy kaplicy Świętego Ducha ze składek prywatnych – została ufundowana szkoła średnia dla panien Höhere Tochterschule, której celem było krzewienie edukacji wśród kobiet. W 1858 po reorganizacji szkolnictwa w Trzebiatowie, utworzono państwowy instytut szkolny Gimnazjum im. Jana Bugenhagena. W 1864 roku wybudowano w mieście gazownię i uruchomiono sieć gazową. W 1882 roku miasto uzyskało połączenie kolejowe ze Szczecinem i Kołobrzegiem, co znacząco wpłynęło na ożywienie społeczno-gospodarcze Trzebiatowa. Powstały nowe zakłady produkcyjne (browar, rzeźnia, mleczarnia, garbarnia), hotele, restauracje. Druga połowa XIX wieku to także zmiany w wyglądzie architektonicznym miasta. Powstały nowe siedziby urzędów i instytucji publicznych (gmach sądu, szkoły powszechnej, gimnazjum, alumnatu). W 1899 w Trzebiatowie powstała szkoła rolnicza, jedna z nielicznych tego typu placówek na Pomorzu. Od 1873 miasto było siedzibą firmy Felisch & Kirchheim zajmującej się produkcją srebrnych nakryć stołowych, które były dostarczane m.in. dla szwedzkiego dworu królewskiego. Po wybudowaniu linii kolejowej do Kamienia Pomorskiego oraz rozbudowie sieci linii kolejki wąskotorowej (m.in. do Mrzeżyna, Rewala, Gryfic), Trzebiatów stał się węzłem komunikacyjnym i ośrodkiem administracyjno-handlowym dla okolicznych wsi i majątków ziemskich. W roku 1900 zakończono budowę Prowincjonalnego Zakładu Leczniczego dla osób psychicznie chorych. W 1903 natomiast otworzono prywatną klinikę dra Evlera. Placówki te razem z funkcjonującym w mieście szpitalem powiatowym zapewniały mieszkańcom kompletną opiekę zdrowotną. W roku 1910 populacja miasta wzrosła do 8484 osób z 2738 w roku 1740. W roku 1914 miasto liczyło 10800 osób.

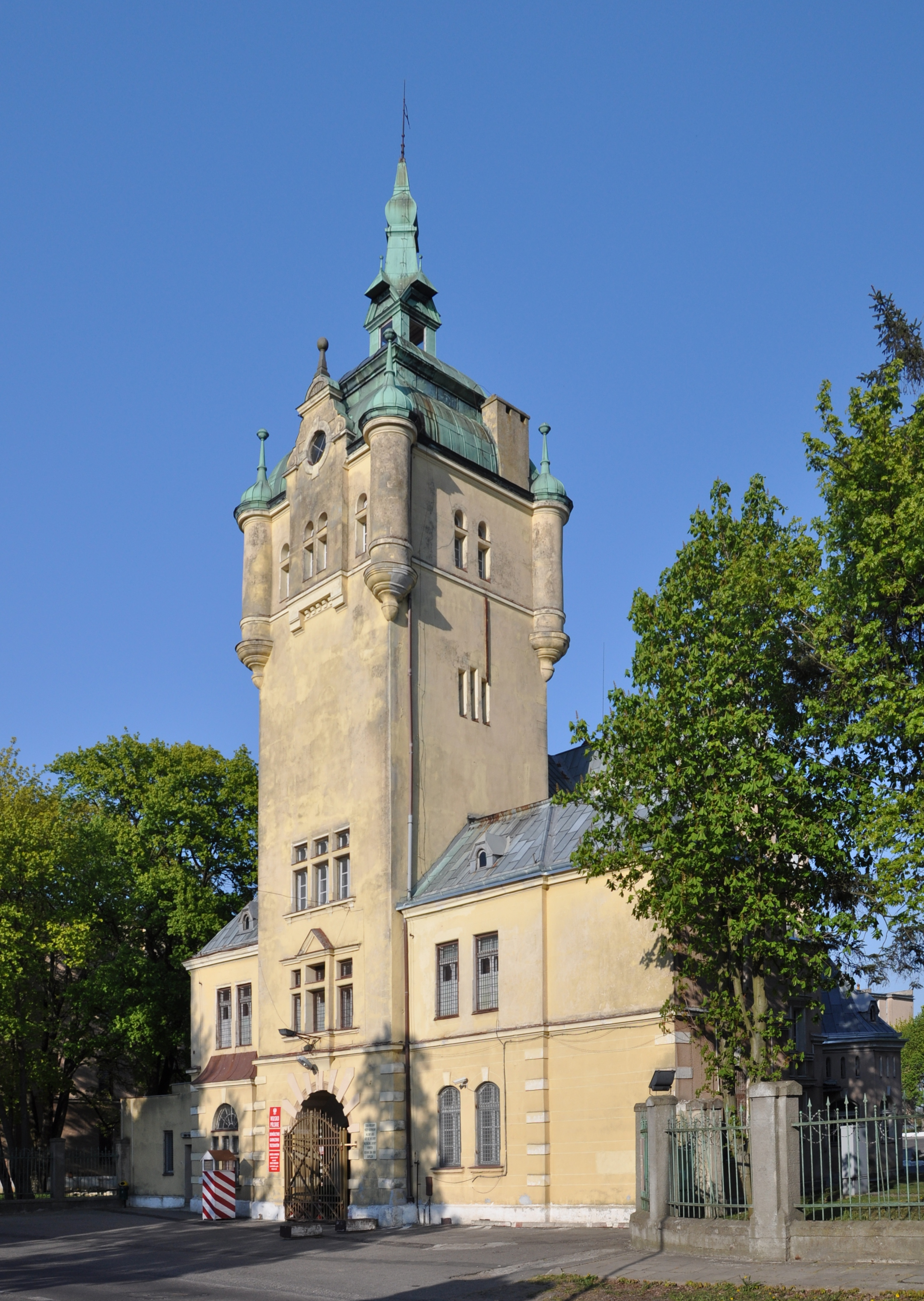
Wieża bramna szkoły podoficerskiej Królestwa Prus

I wojna światowa przyniosła ponowny zastój w gospodarce miasta. Okres powojenny również charakteryzował się licznymi trudnościami związanymi z szalejącą w Niemczech hiperinflacją. Władze Trzebiatowa starały się ograniczyć spadek wartości pieniądza wydając własny pieniądz zastępczy, tzw. notgeldy. Istniejąca od 1901 roku szkoła podoficerska, została w 1921 roku przekształcona w Pomorską Szkołę Policyjną. W 1926 roku miasto zostało podłączone do sieci energetycznej. W miejscu spalonego młyna powstał elektrownia wodna. W związku z przewidywanym, znacznym rozwojem miasta, berliński planista i urbanista Hermann Jansen opracował w 1927 roku plany rozbudowy i modernizacji Trzebiatowa.
W latach 30. XX wieku na obrzeżach zaczęły powstawać nowe osiedla, przeznaczone dla niezbyt zamożnych mieszkańców. Zakładano sady i ogrody, które dostarczały świeże warzywa do pobliskich nadmorskich kurortów: Mrzeżyna, Pogorzelicy i Pobierowa. Dzięki budowie jednostki wojskowej w Mrzeżynie i lotniska w Kamp oraz rozbudowie garnizonu trzebiatowskiego, bezrobotni mieszkańcy znaleźli stałe zatrudnienie. Przed II wojną światową wokół miasta intensywnie prowadzono gospodarkę rolną, a produkty rolnicze zostały magazynowe na potrzeby zbliżającej się wojny. W Trzebiatowie została ulokowana siedziba Kreisleitungu, czyli powiatowej komórki partii nazistowskiej NSDAP. Tym samym miasto odebrało Gryficom część funkcji powiatowych. W 1937 roku trzebiatowskie muzeum otrzymała nową, okazałą siedzibę przy Kaiserstraße.

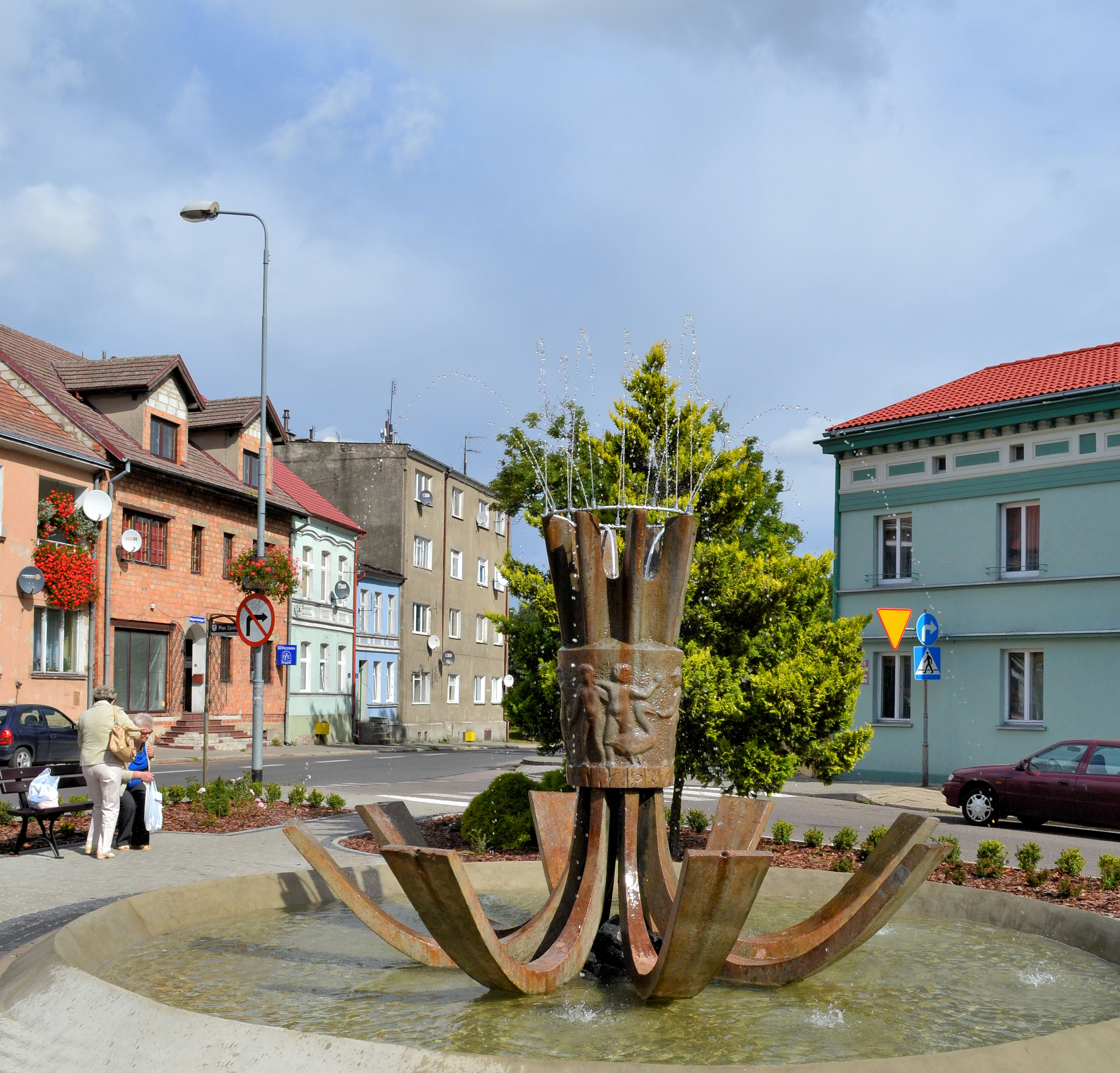
Fontanna zbudowana z okazji 700-lecia lokacji miasta (pl. Zjednoczenia)

Początkowy okres II wojny światowej nie miał większego wpływu na życie mieszkańców i funkcjonowanie miasta. Wkrótce do Trzebiatowa przybywały transporty z ewakuowanymi uczniami z Herne i innych ośrodków z Zagłębia Ruhry, zagrożonych alianckimi nalotami. Jesienią 1944 roku pojawili się pierwsi uciekinierzy z Prus Wschodnich. Kolejne kolumny przechodzące przez Trzebiatów w ciągu zimy na przełomie 1944/45 roku przyniosły przerażające wiadomości o postępowaniu Armii Czerwonej z niemiecką ludnością cywilną. W lutym 1945 r. przez Trzebiatów przeszedł marsz śmierci jeńców alianckich z niemieckiego obozu jenieckiego Stalag XX B. W lutym 1945 roku mieszkańcy słyszeli już odległe wybuchy i byli świadomi zbliżającego się frontu, jednak do ostatnich chwil nie mogli opuścić miasta. Ewakuowane zostały jedynie urzędy, partyjni prominenci wraz z rodzinami oraz szpital wojskowy. Rozkaz natychmiastowej ewakuacji ogłoszono dopiero rankiem 4 marca 1945 roku, kiedy to żołnierze radzieccy znajdowali się kilka kilometrów przed Trzebiatowem. Dzień wcześniej koszary opuściło niemieckie wojsko. Miasto pozostało bez obrony. 
Po zajęciu miasta przez wojska 1 Frontu Białoruskiego i 1 Armię Wojska Polskiego, żołnierze Armii Czerwonej przez wiele tygodni dopuszczali się gwałtów, mordów i nieustającej grabieży. Rabowano mienie prywatne, wywożono wyposażenie zakładów i warsztatów. Rozbierano tory kolejowe. Takie postępowanie było zemstą za zbrodnie jakich dopuszczali się Niemcy na narodach ZSRR. Gdy Armia Czerwona zbliżała się do granic III Rzeszy Ilja Erenburg w przemówieniu nakazał: zmiażdżcie faszystowską bestię w jej norze. Zniszczcie rasową dumę niemieckich kobiet. Weźcie je jako zasłużone łupy wojenne.  
Miasto zajęli wieczorem 4 marca 1945 żołnierze 40 Gwardyjskiej Brygady Pancernej dowodzonej przez płka Michała Smirnowa, należącej do 11 Gwardyjskiego Korpusu Pancernego. Działania bojowe były prowadzone w ramach operacji pomorskiej.
Po dwóch miesiącach władza w mieście przekazana została w ręce Polaków. W połowie roku 1945 w mieście było już około 300 polskich obywateli, z czego spora część to zdemobilizowani żołnierze 1 Warszawskiej Brygady Kawalerii, którzy się tu osiedli, a później założyli rodziny. W wyniku konferencji poczdamskiej miasto, jak i część Pomorza, zostało włączone do Polski. Dotychczasową ludność stopniowo wysiedlano do Niemiec, zaś w ramach akcji repatriacyjnej w okolice miasta została przesiedlona spora liczba mieszkańców dawnych kresów II Rzeczypospolitej, a w ramach akcji Wisła ludność ukraińska z Podkarpacia i Chełmszczyzny.
W kwietniu 2008 roku Rega wylała podtapiając część Trzebiatowa. Zostały także zalane budynki gospodarcze, łąki i ogrody działkowe. 9 kwietnia przekroczyła poziom 4 metrów i ogłoszono alarm przeciwpowodziowy w Trzebiatowie. Licząc przepływy z 9–20 kwietnia 2008, całkowita objętość fali powodziowej, jaka przeszła przez miasto wynosiła 27,56 mln m³.
1 czerwca 2009 roku miasto odwiedził prezydent Lech Kaczyński.

## Toponimia

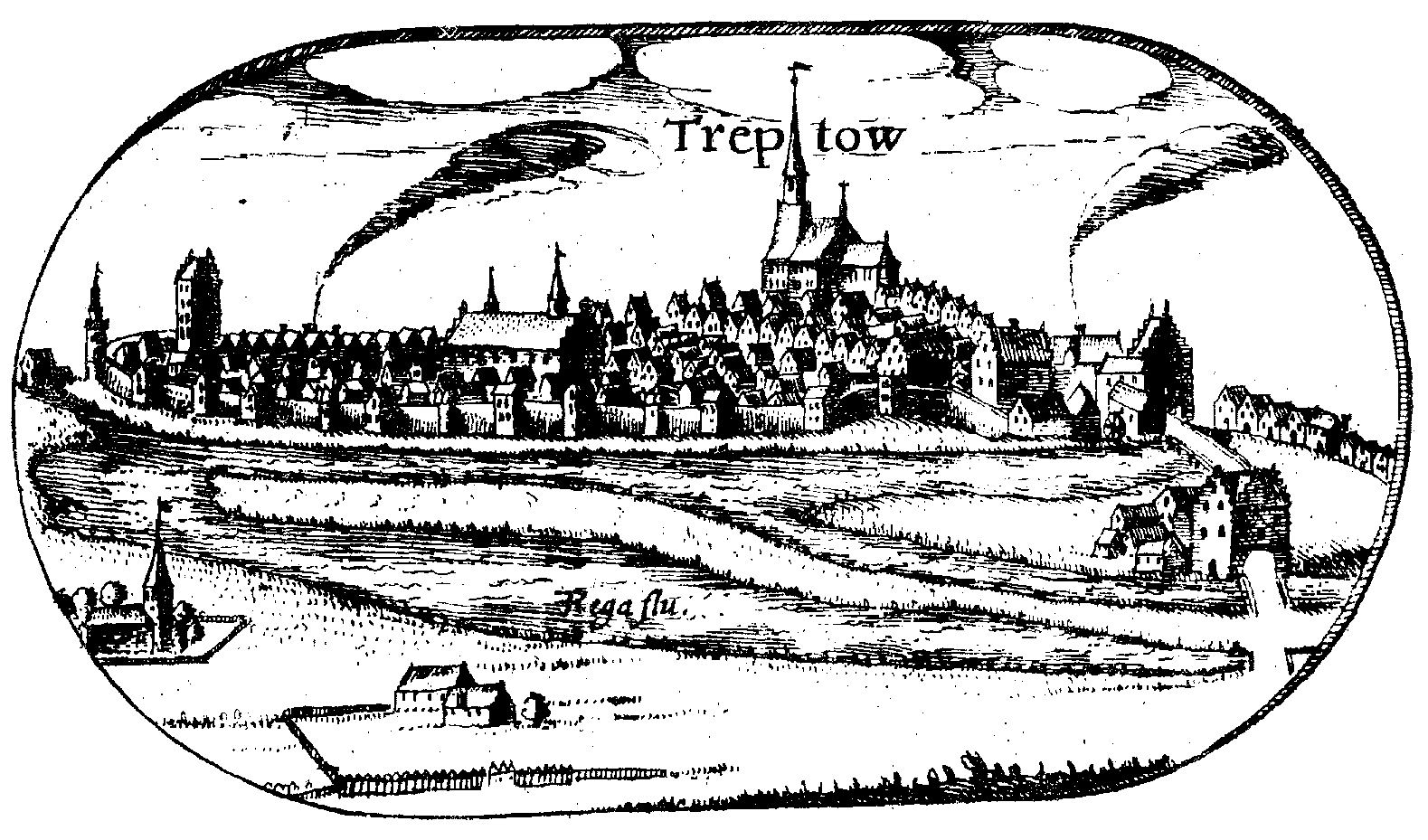
Panorama miasta według Johanna Wolfarta na Wielkiej Mapie Księstwa Pomorskiego (1618)

Nazwa miasta ma z pewnością pochodzenie słowiańskie, istnieją jednak trzy hipotezy co jej dokładnego źródłosłowu.
1. Pierwsza zakłada, że słowiańska nazwa miasta została zaczerpnięta od słowa trzebież, co miałoby związek z wycinką okolicznych gęstych lasów w średniowieczu[30].
2. Druga, bardziej prawdopodobna, poparta badaniami archeologicznymi wskazuje iż nazwa miejscowości została zaczerpnięta od słowa trebiti, które oznaczało ofiarować lub od słowa trebiste, które oznaczało ołtarz[30]. Obie nazwy nawiązywałyby więc do składania ofiar w miejscowych sanktuariach pogańskich, istniejących pod Trzebiatowem (Białoboki) do XII wieku.
3. Trzecia hipoteza nawiązuje do nazwy patronimicznej Trzebiesław, Trzebiemir lub Trzebiata.

W okresie kolonizacji niemieckiej nazwa miasta ewoluowała. Wskazują na to zapisy w języku łacińskim, z kolejnych lat: Tribetov (1180)→ Trebetow (1208)→ Trepetow (1224)→ Trebetowe (1232)→ Trebetow (1242).
Gdy tereny te zostały w pełni zgermanizowane ukształtowała się nazwa Treptow. W czasach pruskich oficjalna nazwa miasta brzmiała Treptow an der Rega (dla odróżnienia od miejscowości Treptow w Brandenburgii, włączonej w 1920 w granice Berlina i Treptow w Meklemburgii, obecnie Altentreptow). Po II wojnie światowej władze polskie nawiązały do pierwotnej nazwy słowiańskiej miejscowości i nadały mu obecną nazwę Trzebiatów.
Polskim przedwojennym egzonimem była nazwa Trzebiatowo (1892, 1936, 1937). Jednakże w swoim atlasie z 1934 r. ks. dr Stanisław Kozierowski przedstawił nazwę Trzebiatów. Tymczasowo w 1945 r. stosowano także nazwę Trzebiatowo. Nazwę Trzebiatów ustalono urzędowo w 1946 roku, zastępując poprzednią niemiecką Treptow an der Rega.

## Symbole miasta

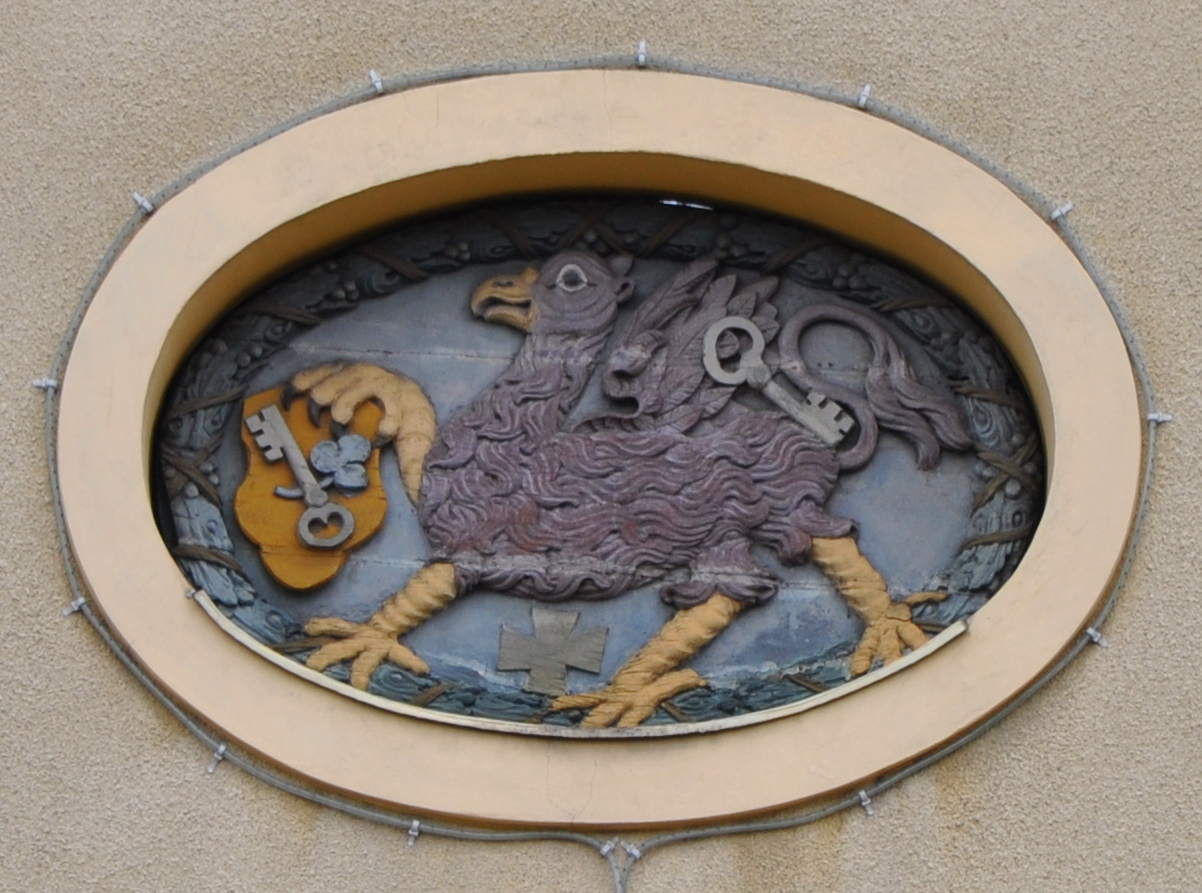
Relief godła Trzebiatowa na ratuszu

- Herb miasta – herb Trzebiatowa przedstawia na tarczy herbowej hiszpańskiej, w srebrnym polu czerwonego wspiętego gryfa pomorskiego zwróconego w prawą stronę, trzymającego w szponach złotą tarczę, na której znajduje się zielony trójliść koniczyny. Pod tarczą widnieje złoty równoramienny krzyż premonstratensów. Za gryfem znajduje się niebieski odwrócony w słup klucz św. Piotra.
- Hejnał Trzebiatowa – hejnał jest odtwarzany mechanicznie cztery razy dziennie: o 9, 12, 15 i 18 z wieży trzebiatowskiego ratusza. Hejnał został skomponowany z okazji jubileuszu 700-lecia Trzebiatowa w 1977 roku. Jego autorem jest szczeciński kompozytor Walerian Pawłowski.
- Logo – znak przedstawia biały kontur słonia w deseniu czterech nieforemnych kwadratów o barwach: czerwonej, fioletowej, zielonej, pomarańczowej, które składają się w całość na białym tle. Inspiracją logo jest sgraffito z 1639 roku, przedstawiające wizerunek słonicy Hansken, wykonane unikatową techniką, umieszczone na ścianie kamienicy nr 26 przy Rynku w Trzebiatowie. Logiem posługuje się Urząd Miejski w Trzebiatowie na swoich publikacjach i projektach. Wykorzystuje je także Trzebiatowski Ośrodek Kultury i trzebiatowscy przewodnicy PTTK.

## Architektura miasta

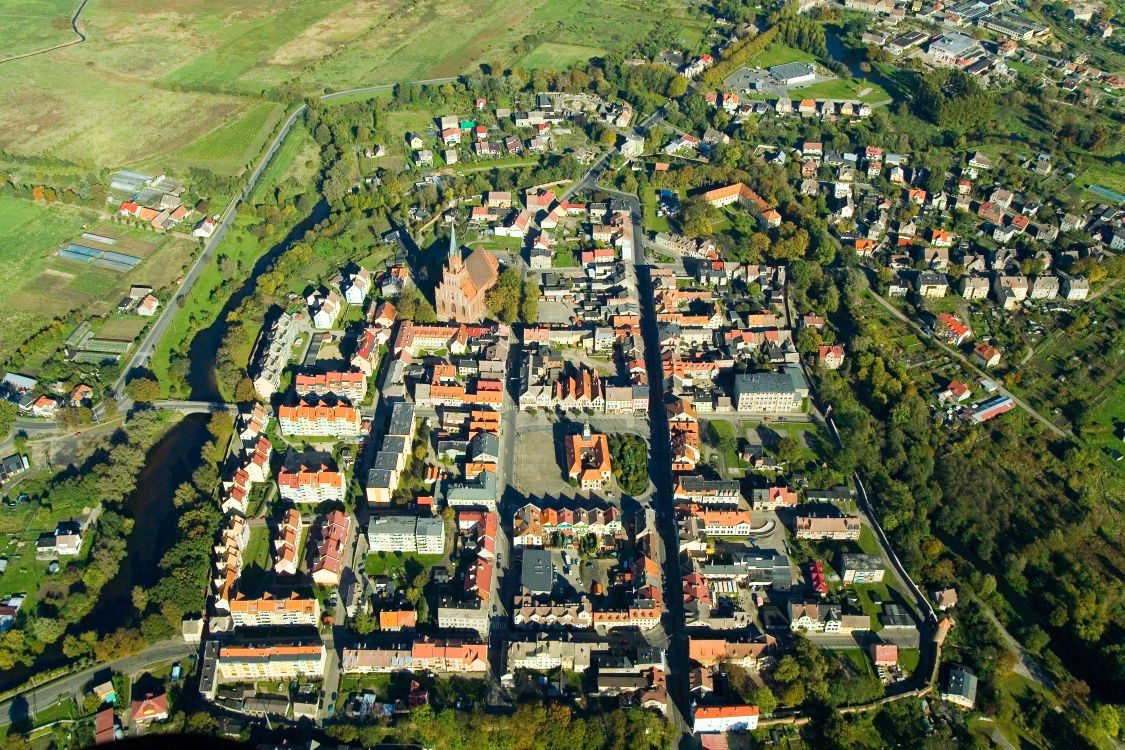
Układ szachownicowy Starego Miasta

W kompozycji układu przestrzennego i architektonicznego miasta dominują formy historyczne, stanowiące świadectwa historii i rozwoju urbanistycznego miasta, od średniowiecza po początek XX wieku. Całość zespołu miejskiego Trzebiatowa ma ponadlokalną wartość zabytkową. Charakterystyczny dla Trzebiatowa jest szachownicowy układ urbanistyczny na Starym Mieście. Cały jego obszar wpisany jest do rejestru zabytków. Bogactwo zabytków miasta powoduje iż Trzebiatów nazywany jest Kazimierzem Północy.

### Układ miejski
Miasto wkomponowane jest w zakole rzeki Regi, z czytelnym średniowiecznym rozplanowaniem w obrębie częściowo zachowanych ceglanych murów obronnych, opasanych fosą. Charakterystyczny dla Trzebiatowa jest szachownicowy układ urbanistyczny na Starym Mieście. Większość tkanki miejskiej stanowi zabudowa historyczna o dużych wartościach zabytkowych i historycznych. Układ przestrzenny Trzebiatowa tworzą 92 ulice, zabytkowy rynek oraz cztery place, tj. Lipowy, Muzealny, Zjednoczenia, Zwycięstwa.
Oficjalnie miasto nie jest podzielone na dzielnice, lecz można wyróżnić kilka jego części: Stare Miasto, Białoboki, Błogęcin, Jaromin, Mokre, Ostrowice, Przedmieście Gryfickie, Przedmieście Kołobrzeskie, Przesieka, Osiedle Wojskowe, Wyszkowo, Kolonia. Tereny produkcyjne położone są poza centrum staromiejskim, po wschodniej stronie miasta, za linią kolejową.
W mieście wybudowano trzy mosty nad Regą oraz dwa nad Młynówką. Ponadto w granicach miasta znajdują się jeszcze dwa mosty kolejowe na trasie dawnej linii wiodącej do Kamienia Pomorskiego (obecne nie użytkowane).
Trzebiatów ma jeden cmentarz komunalny o powierzchni 6,6 ha, którym zarządza jedna spółka. Mieści się na nim kaplica cmentarna. Do 1970 w mieście znajdował się cmentarz żydowski dawnych mieszkańców Trzebiatowa.

### Zabytki

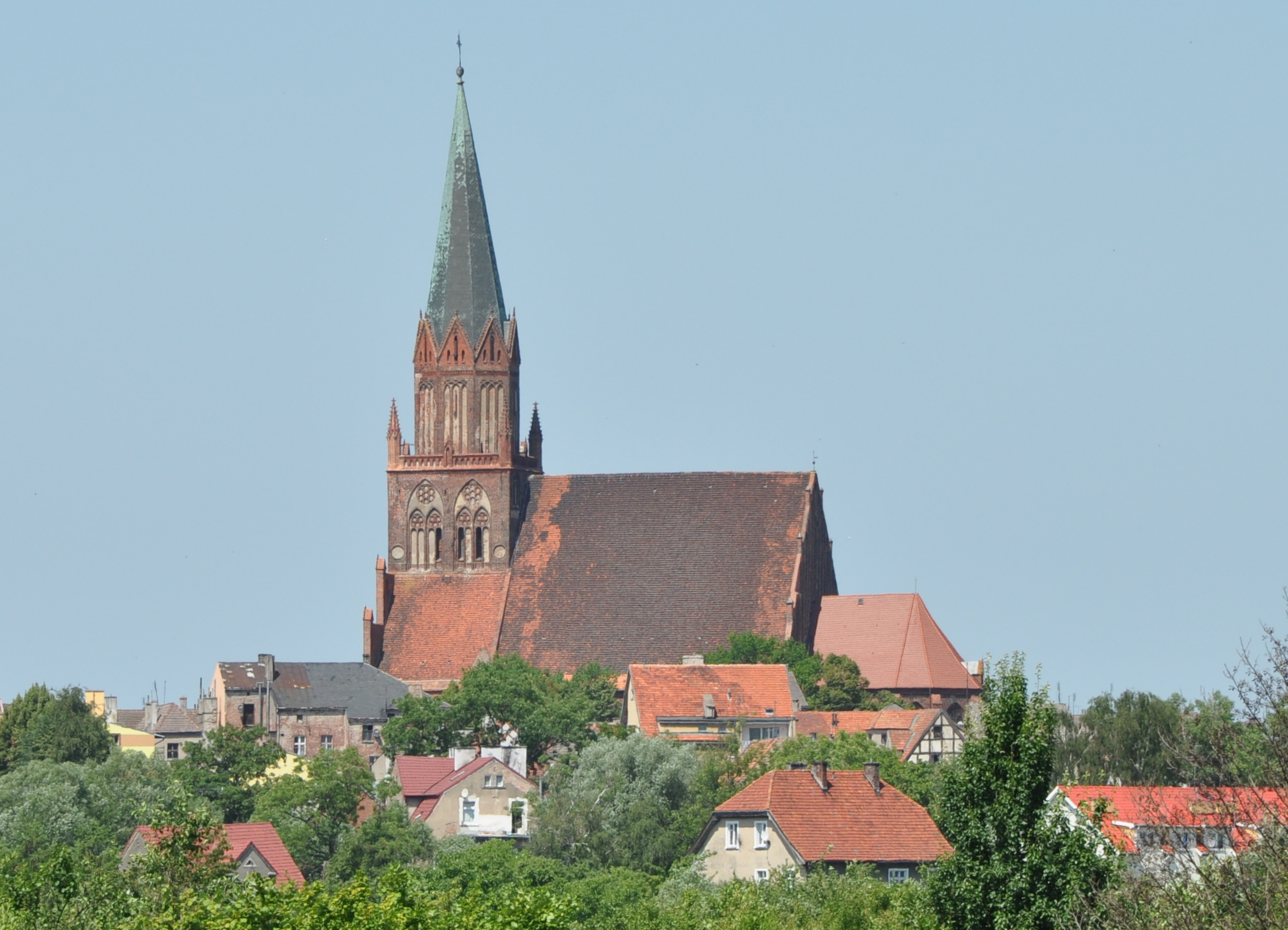
Kościół Mariacki w Trzebiatowie

Najbardziej okazałym zabytkiem w Trzebiatowie jest kościół Macierzyństwa NMP, który jest przykładem architektury gotyckiej z XIII wieku. Na jego wieży umieszczone są dwa średniowieczne dzwony oraz jeden z początku XX wieku. W mieście znajdują się trzy zabytkowe kaplice oraz neogotycki kościół ewangelicki z początku XX wieku. Dużym walorem urbanistycznym miasta są zachowane pozostałości murów miejskich z XIII wieku oraz wkomponowana w nie Baszta Kaszana z przełomu XIII i XIV wieku.
Miasto posiada także dwie budowle klasycystyczne, tj. pałac przebudowany z zamku książęcego w XVIII wieku oraz ratusz przemieszany ze stylem barokowym i gotyckim. Trzebiatów posiada dużą liczbę zabytkowych kamienic i domów. Innymi zachowanymi zabytkami są: młyn, spichlerz, elektrownia wodna, koszary, stacja kolejowa. Most drogowy z 1905 roku wybudowany w stylu secesyjnym. W Trzebiatowie znajdują się także pozostałości dziewiętnastowiecznego parku miejskiego (jednego z najstarszych na Pomorzu), zwanego Królewskim Gajem.

### Pomniki i tablice pamiątkowe

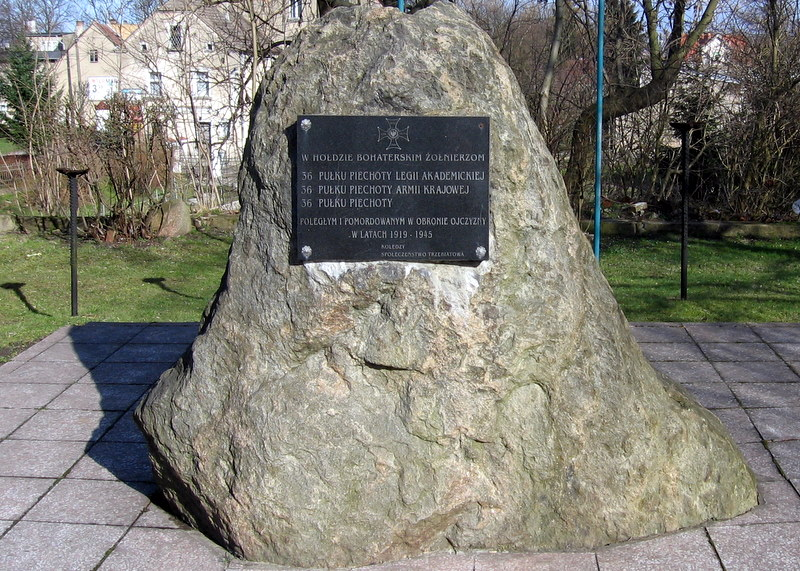
Pomnik w hołdzie 36. Pułkowi Piechoty

- Pomnik w hołdzie bohaterskim żołnierzom 36. Pułku Piechoty, poległym i pomordowanym w obronie ojczyzny w latach 1919–1945
- Pomnik papieża Jana Pawła II w Sanktuarium
- Tablica upamiętniająca o treści „Miejsce poświęcone pamięci Strażaków Ochotniczej Straży Pożarnej z Trzebiatowa w 65. rocznicę powstania jednostki 1945–2010 r.” (ul. II Pułku Ułanów 2)[42]
- Tablica „Pamięci generała dywizji Stanisława Nałęcz-Komornickiego Kanclerza Kapituły Orderu Virtuti Militari, Żołnierza 36 Pułku Piechoty Legii Akademickiej Armii Krajowej, Honorowego Obywatela Trzebiatowa Tragicznie zmarłego w katastrofie lotniczej w dniu 10 kwietnia 2010 r. pod Smoleńskiem – Spadkobiercy tradycji Legii Akademickiej i Społeczność Trzebiatowa” (ul. Rynek 1)[43]
- Kamień pamiątkowy z tablicą ku pamięci kombatantów (cmentarz komunalny)

### Zieleń miejska
| Rodzaj                       | Powierzchnia |
| ---------------------------- | ------------ |
| Parki spacerowo-wypoczynkowe | 26,9 ha      |
| Zieleńce                     | 0,9 ha       |
| Zieleń uliczna               | 2,0 ha       |
| Tereny zieleni osiedlowej    | 1,5 ha       |
| Zieleń cmentarna             | 6,6 ha       |

Trzebiatów ma 4 parki o łącznej powierzchni 26,9 ha oraz 3 zieleńce. Według danych z 2008 roku parki, zieleńce i tereny zieleni osiedlowej zajmują razem 29,3 ha, co stanowi 2,86% powierzchni miasta.
W Trzebiatowie można wyróżnić dwa największe parki:
- Park Miejski – obszar historycznego założenia parkowego zwanego Królewskim Gajem (niem. Köningshain) założonego w 1843 przez komendanta regimentu ułanów pułkownika von Plehwe[44]. Drzewostan złożony z gatunków grądowych i łęgowych. W 2004 rok zaproponowano uznanie 15 drzew w parku za pomniki przyrody[45].
- zespół zabytkowo-parkowy w Jarominie – fragment dawnego parku przyszpitalnego, który powstał prawdopodobnie w 1899 roku pod miastem[46]. Obecnie stanowi oddział leśny, w którym dominuje drzewostan bukowy. Stwierdzono tu występowanie 26 gatunków drzew, z których 27 drzew spełnia wymogi drzew pomnikowych o rozmiarach[46]. Zespół zajmowany jest częściowo przez dom pomocy społecznej, a także przez jednostkę wojskową.

## Demografia
Powierzchnia miasta obejmuje 10,25 km², co przy liczbie mieszkańców z grudnia 2007 daje gęstość zaludnienia równą 995 osób na 1 km².
- Wykres liczby ludności Trzebiatowa na przestrzeni lat[9][47]:

W powojennym Trzebiatowie największe faktyczne zamieszkanie odnotowano 31 grudnia 1998 – 10 316 osób.
| Forma własności            | Liczba | %     |
| -------------------------- | ------ | ----- |
| Mieszkania osób fizycznych | 1510   | 36,63 |
| Mieszkania komunalne       | 1083   | 26,27 |
| Mieszkania komunalne       | 817    | 19,82 |
| Mieszkania spółdzielcze    | 358    | 8,69  |
| Mieszkania zakładów pracy  | 353    | 8,56  |
| Pozostałe mieszkania       | 1      | 0,02  |
| Razem (Σ)                  | 3 305  | 100   |

Struktura demograficzna mieszkańców Trzebiatowa według danych z 31 grudnia 2007:
| Opis                                | Ogółem | Ogółem | Kobiety | Kobiety | Mężczyźni | Mężczyźni |
| ----------------------------------- | ------ | ------ | ------- | ------- | --------- | --------- |
| Jednostka                           | osób   | %      | osób    | %       | osób      | %         |
| Populacja                           | 10 189 | 100    | 5117    | 50,22   | 5072      | 49,78     |
| Wiek przedprodukcyjny (0–17 lat)    | 1984   | 19,47  | 1000    | 9,81    | 984       | 9,66      |
| Wiek produkcyjny (18–65 lat)        | 6869   | 67,42  | 3195    | 31,36   | 3674      | 36,06     |
| Wiek poprodukcyjny (powyżej 65 lat) | 1336   | 13,11  | 922     | 9,05    | 414       | 4,06      |

Trzebiatów według danych z 2007 posiadał 3305 mieszkań o łącznej powierzchni 213 228 m². Przeciętna powierzchnia użytkowa trzebiatowskiego mieszkania to 64,5 m², a 20,9 m² przypadało na 1 mieszkańca.
Przeciętny mieszkaniec Trzebiatowa w 2007 zużył 40,2 m³ wody z wodociągów, 619,8 kWh energii elektrycznej, 313,7 m³ gazu z sieci.

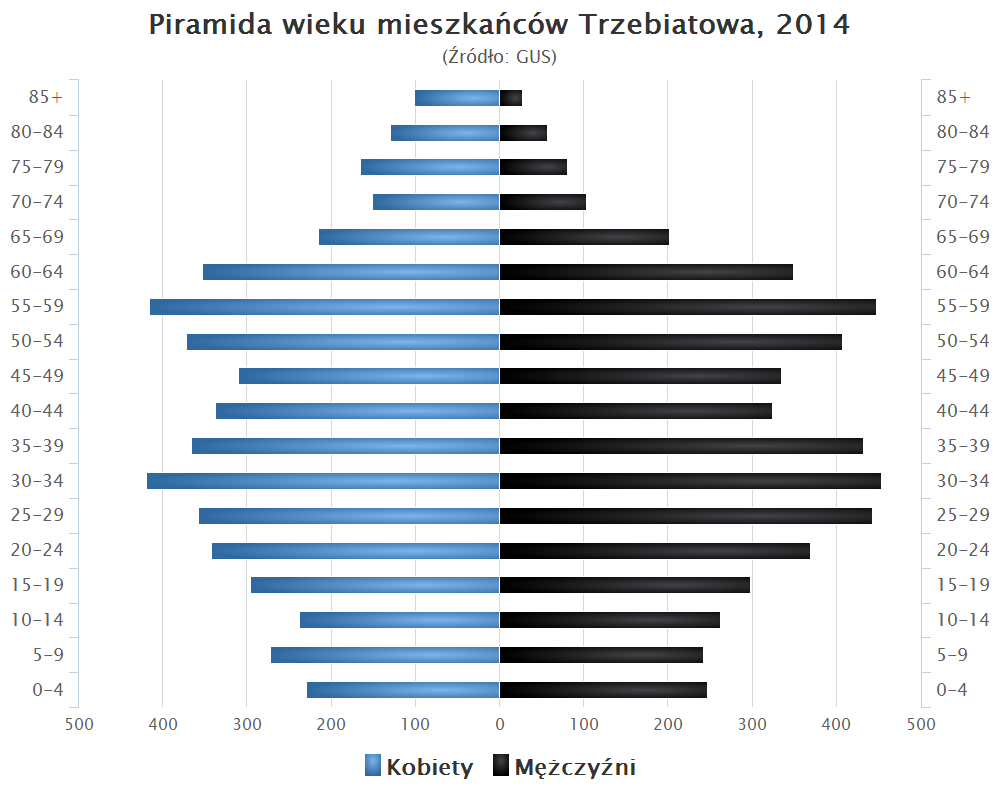
Piramida wieku mieszkańców Trzebiatowa w 2014 roku

## Gospodarka
| Rodzaj           | Powierzchnia | %      |
| ---------------- | ------------ | ------ |
| Grunty orne      | 323 ha       | 73,08% |
| Pastwiska        | 43 ha        | 9,73%  |
| Łąki             | 75 ha        | 16,97% |
| Sady             | 1 ha         | 0,22%  |
| Użytki rolne (Σ) | 442 ha       | 100%   |

Miasto stanowi gminny ośrodek handlu, w którym mieści się większość sklepów i lokali usługowych. W Trzebiatowie znajduje się 5 banków, 3 stacje benzynowe oraz 3 dyskonty spożywcze. Przy miejskiej farze zlokalizowane jest targowisko miejskie.
Trzebiatów położony jest na wybrzeżu, co powoduje, że część mieszkańców znajduje zatrudnienie w miejscowościach wypoczynkowych nad morzem lub też prowadzi sezonową działalność gospodarczą. Okres letni cechuje wzmożony ruch turystyczny na wybrzeżu, dzięki czemu miasto odwiedzają turyści wypoczywający w kurortach nadmorskich.
W mieście znajduje się zakład produkujący wanny oraz łodzie motorowodne, a także zakład zajmujący się przetwarzaniem, konserwowaniem ryb i produktów rybołówstwa. W Trzebiatowie i podmiejskich Mirosławicach działa zakład elektryczno-metalowy produkujący spawane konstrukcje stalowe i aluminiowe. Na peryferiach miasta znajduje się niewielki zakład produkujący drewniane schody i domy z bali.
We wschodniej części Trzebiatowa (Jaromin) znajdują się wytwórnie betonu towarowego i prefabrykatów.
Według danych z 2009 roku w mieście działało 1148 prywatnych podmiotów gospodarczych, z czego 984 stanowiły osoby fizyczne prowadzące działalność gospodarczą. W 2009 r. działalność prowadziło 8 spółek handlowych z udziałem kapitału zagranicznego. W kwietniu 2012 roku w powiatowym urzędzie pracy zarejestrowanych było 661 bezrobotnych mieszkańców Trzebiatowa.

## Oświata

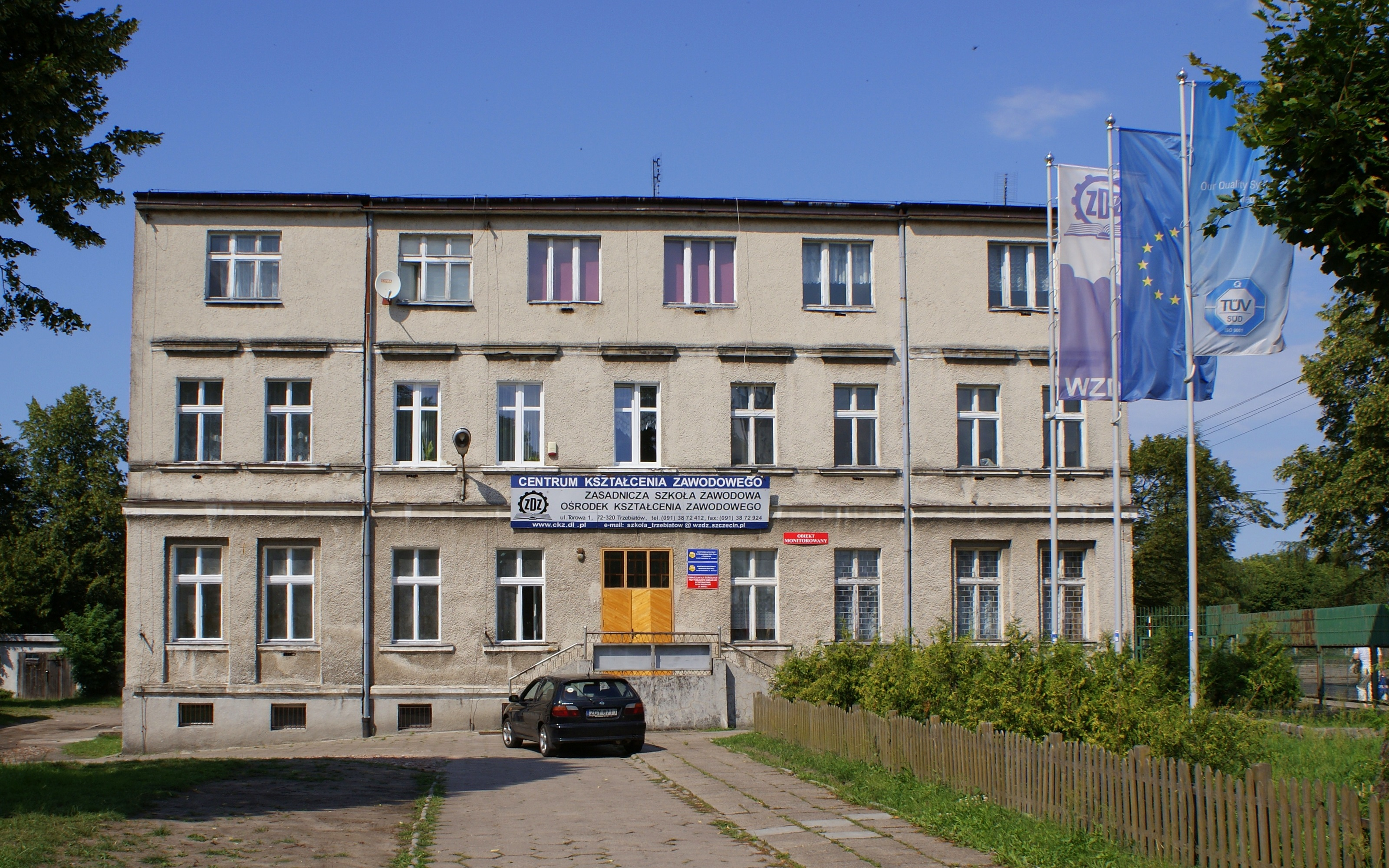
Centrum Kształcenia Zawodowego w Trzebiatowie

Rozwój oświaty trzebiatowskiej sięga 1. połowy XIV w., kiedy na terenie miasta powstała szkoła łacińska. Miasto obecnie pełni funkcję gminnego ośrodka oświatowego, w którym do szkół podstawowych w 2007 roku uczęszczało 905 uczniów, a do trzebiatowskiego gimnazjum 554 uczniów.
Trzebiatów ma dwie szkoły podstawowe:
- Szkoła Podstawowa nr 1 im. Jana Kochanowskiego
- Szkoła Podstawowa nr 2 im. 1 Armii Wojska Polskiego

Miasto ma dwie placówki przedszkolne, które wspólne tworzą jedno przedszkole publiczne.
W Trzebiatowie mieści się Zespół Szkół Ponadgimnazjalnych im. Zbigniewa Herberta obejmujący: liceum ogólnokształcące, liceum profilowane, technikum zawodowe, zasadnicza szkołę zawodową oraz uzupełniające liceum ogólnokształcące. Drugą placówką oświatową na poziomie ponadgimnazjalnym jest Centrum Kształcenia Zawodowego należące do WZDZ w Szczecinie.
Władze miejskie utworzyły 2 obwody dla szkół podstawowych. Dzieci z Trzebiatowa z ulic po zachodniej stronie Młynówki oraz z Białoboków uczęszczają do Szkoły Podstawowej nr 1 im. Jana Kochanowskiego, a z części Trzebiatowa po wschodniej stronie Młynówki do Szkoły Podstawowej nr 2 im. I Armii Wojska Polskiego.

## Kultura

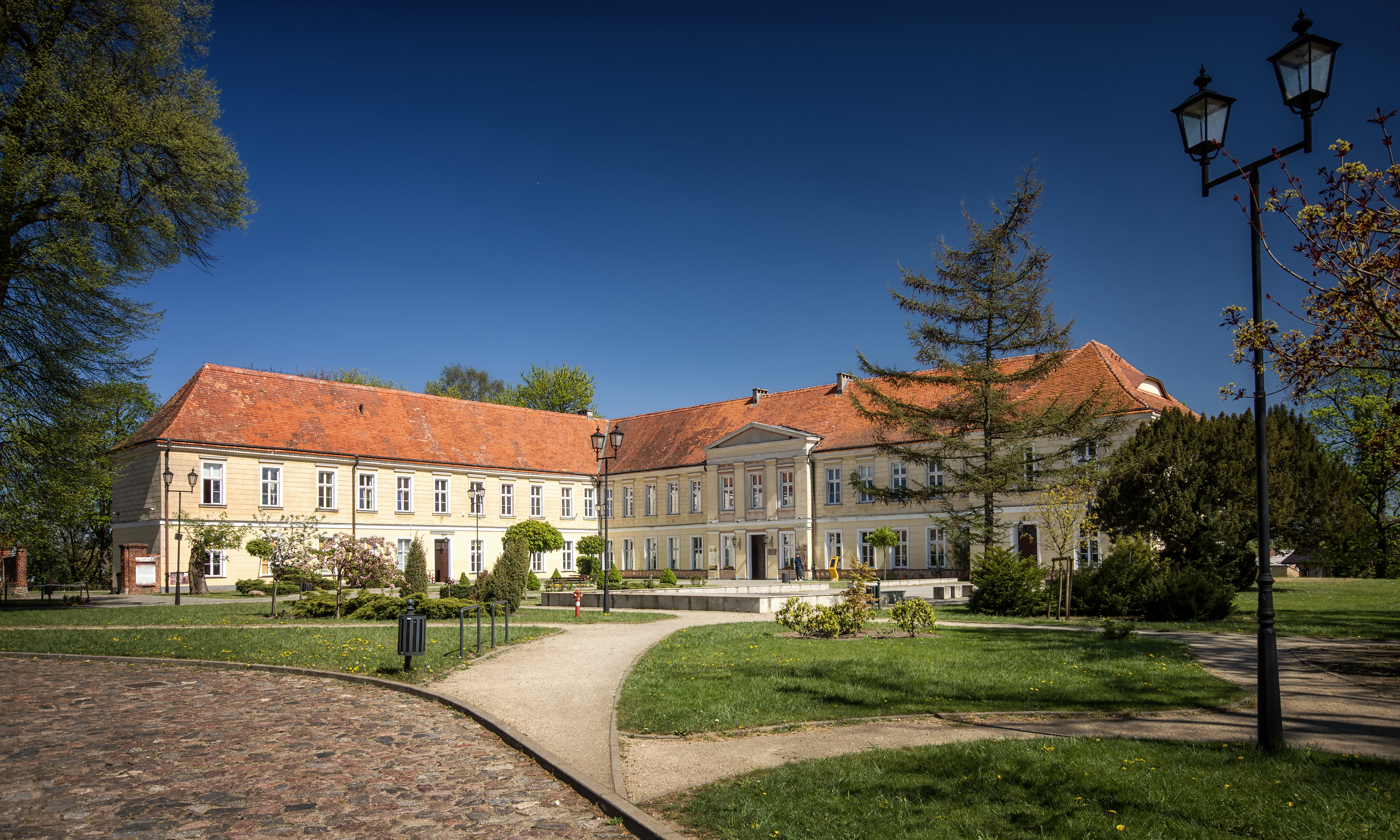
Pałac w Trzebiatowie

Miasto stanowi lokalny ośrodek kulturalny. Głównym organizatorem życia kulturalnego w mieście jest Trzebiatowski Ośrodek Kultury, który przygotowuje szereg imprez i wydarzeń kulturalnych o regionalnym znaczeniu dla gminy Trzebiatów oraz dla turystów, którzy w czasie sezonu odwiedzają miasto. Siedzibą TOK jest zabytkowy Pałac nad Młynówką, w którym mieści się Izba Regionalna, Galeria Lyonela Feiningera i Biblioteka Publiczna im. Marii Wirtemberskiej z Czartoryskich. W 2006 biblioteka miała zbiory liczące 64 550 woluminów, a tymże roku z biblioteki skorzystało 2363 czytelników. W Izbie Regionalnej znajdują się osadnicze oraz poniemieckie przedmioty codziennego użytku, dokumenty, narzędzia rzemieślnicze, meble, stroje oraz inne eksponaty związane z kulturą pomorską, osadniczą oraz ukraińską. W 2000 roku izba została otwarta dla zwiedzających. Obecnie składa się z dwóch ekspozycji stałych, tzw. Izby Chłopskiej, która obrazuje życie wsi pomorskiej, zarówno tej do 1945 r., jak i powojennej, osadniczej oraz saloniku mieszczańskiego, w którym zaaranżowano natomiast wygląd typowego, mieszczańskiego wnętrza z początku XX wieku. Przy Izbie funkcjonuje ponadto archiwum, w którym gromadzone są zdjęcia, mapy, dokumenty, pocztówki, kroniki, gazety itp. związane z miastem i okolicą.
Drugą instytucją kulturalną w mieście jest Klub Garnizonowy przy jednostce wojskowej. Klub ma bibliotekę garnizonową o księgozbiorze 24 tys. woluminów. Przy klubie działa koło plastyczne, koło turystyczne, koło wędkarskie, klub survivalowo-militarny, dziecięcy zespół estradowy, młodzieżowy zespół wokalny, młodzieżowy klub sportowy.
W mieście wydawany jest dwutygodnik „Kulisy Trzebiatowskie” oraz „Neu Gmina Trzebiatowska”; dostępne są także gazety powiatowe jak „Gazeta Gryficka”, „Panorama Gryficka”, „Trybun Ludu” oraz comiesięczny Samorządowy Biuletyn Informacyjny „Kraina Regi”.
W Trzebiatowie istnieje także Stowarzyszenie Historyczny Trzebiatów „Chąśba”, które zrzesza rekonstruktorów historycznych. Odtwarzają Oni czasy średniowiecza (XIV–XV w.), propagując historie i tradycje okresu powstania miasta.

### Imprezy cykliczne
Co roku w okresie letnim w Trzebiatowie organizowane jest Trzebiatowskie Święto Kaszy, które nawiązuje do legendy, według której w XV wieku jeden ze strażników pilnujących w nocy murów miał upuścić z wieży misę z gorącą kaszą. Spadła ona na głowę jednego z gryficzan szykujących się do szturmu na Trzebiatów. Wypadek ten ocalił miasto przed podstępnym atakiem.
We wrześniu odbywa się Święto Ottona z Bambergu, podczas którego mają miejsce warsztaty, prezentacje i spotkania kulturalne związane z Pomorzem Zachodnim.
Co roku latem na pałacowym dziedzińcu organizowane są Trzebiatowskie Spotkania Kultur „Sąsiady”, na których odbywają się występy zespołów muzycznych, konkurs kulinarny, pokazy starych rzemiosł oraz wystawy kulturalne. Impreza jest współorganizowana przez instytucje lokalne oraz organizacje mniejszości niemieckiej i ukraińskiej.
W październiku natomiast Trzebiatowski Ośrodek Kultury jest organizatorem seminarium naukowego „Trzebiatów – spotkania pomorskie”. Jest to interdyscyplinarne przedsięwzięcie, skupiające naukowców, regionalistów i pasjonatów, którzy przedstawiają wyniki badań nad historią, etnografią, archeologią, kulturą i sztuką nie tylko Trzebiatowa, ale i całego Pomorza Zachodniego. Pokłosiem seminarium jest publikacja zawierająca prezentowane na konferencji artykuły. Dotychczas ukazało się pięć tomów. Wcześniej zaś dwa wydawnictwa z konferencji „Trzebiatów – historia i kultura”.
W Trzebiatowie odbywają się Międzynarodowe Zawody Strażackich Sikawek Konnych, na których startują drużyny z własnymi sikawkami konnymi lub przenośnymi wraz z zaprzęgiem. Na tę kilkudniową imprezę w 2007 i 2008 roku zjechało się 40 drużyn, 400 zawodników z Polski i zagranicy.

### Zespoły i organizacje kulturalne
Od 1978 roku w mieście działa Trzebiatowskie Towarzystwo Kultury, które jest współorganizatorem wielu imprez i wydarzeń kulturalnych, jak Sąsiady, Święto Kaszy, czy seminarium naukowe. W kalendarz imprez na stałe wpisał się organizowany przez TTK charytatywny Bal u Czartoryskiej, podczas którego zbierane są środki zarówno na bieżącą działalność towarzystwa, jak i pomoc dla potrzebujących. Znakiem rozpoznawczym TTK jest norbertańska warzelnia soli, wystawiana podczas Święta Kaszy. Członkowie Towarzystwa promują także miejscowe specjały kulinarne jak np. przygotowywany według starych receptur smalec wileński i norbertańskie pierniki z Trzebiatowa wypiekane w dawnych, tradycyjnych, drewnianych formach.
W 1999 roku powstał w mieście zespół ludowy Trzebiatowiacy, który występuje w strojach białobockich. Zespół prócz dawania koncertów na polskim wybrzeżu oraz za granicą, występuje na wojewódzkich przeglądach zespołów folklorystycznych oraz na prezentacjach folklorystycznych. Od listopada 2007 przy Trzebiatowskim Ośrodku Kultury działa chór „Cantare”, którego repertuar to pieśni muzyki dawnej, ludowej i popularnej w układzie 3 i 4-głosowym. Oprócz tego przy Trzebiatowskim Ośrodku Kultury istnieje młodzieżowy Zespół Muzyki Dawnej „Signum Temporis”, którego członkowie grają najbardziej popularne utwory z kanonu muzyki dawnej epoki renesansu i baroku.

### Trzebiatów w kulturze i sztuce

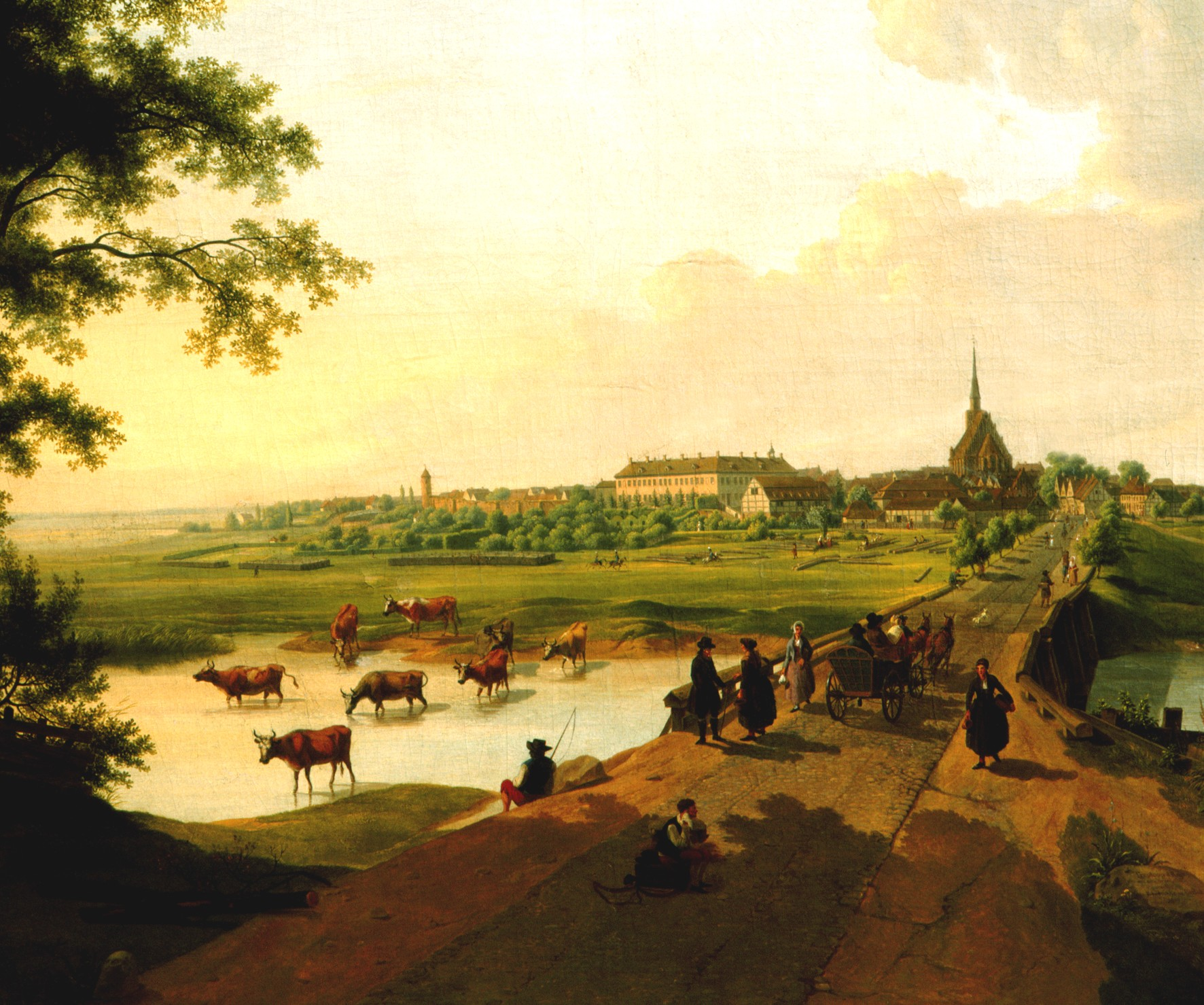
Obraz Petera Lütkego

Trzebiatów był motywem kilku dzieł sztuki. Najstarszy wizerunek miasta to rycina panoramy Trzebiatowa, która znajduje się na Wielkiej Mapie Księstwa Pomorskiego z 1618 roku, autorstwa Eilharda Lubinusa. Kolejne zachowane widoki Trzebiatowa to rysunki Karla Friedricha Schinkla. Ich powstanie związane jest z osobą króla Prus Fryderyka Wilhelma III. Władca spokrewniony z carycą Marią Fiodorowną (Zofią Dorotą Wirtemberską), odwiedził ją na dworze carskim w Petersburgu, gdzie rezydowała jako wdowa po carze Pawle I. W podziękowaniu za dobre przyjęcie zlecił cenionemu architektowi i malarzowi Schinklowi namalowanie widoku Trzebiatowa, który byłby także swego rodzaju nostalgiczną pamiątką z miasta, w którym caryca spędziła dzieciństwo. Powstałe w 1809 roku rysunki nie zadowoliły jednak króla, który zdecydował się powierzyć zlecenie innemu berlińskiemu artyście. W tym samym roku do Trzebiatowa przybył Peter Ludwig Lütke – profesor malarstwa krajobrazowego Akademii w Berlinie. Namalował on wyidealizowaną panoramę miasta z drogi prowadzącej z Kołobrzegu. Obraz ten poza zabudową samego miasta przedstawia także zagospodarowanie terenów otaczających. Na przedmieściach przedstawione są scenki z życia codziennego, które ukazują miejscową kulturę materialną mieszkańców. Obraz powędrował do Petersburga, gdzie pozostawał aż do wybuchu rewolucji październikowej, wówczas został zrabowany i ślad po nim zaginął. Dopiero w latach 30. XX wieku obraz pojawił się w jednym z berlińskich antykwariatów, o czym dowiedział się trzebiatowski regionalista i muzealnik, Johann Malotki. Zorganizowano zbiórkę na zakup dzieła. Obraz zawisł w gabinecie burmistrza w trzebiatowskim ratuszu, gdzie znajdował się do końca II wojny światowej. Zrabowany przez Rosjan, wywędrował ponownie do Petersburga. Dopiero w wyniku rewindykacji zrabowanych dzieł kultury, w latach 50. powrócił do Trzebiatowa, gdzie nadal wisi na ścianie w gabinecie burmistrza. Jego kopia wykonana przez Andrzeja Ruppentala znajduje się w zbiorach Trzebiatowskiego Ośrodka Kultury. W latach 20. i 30. XX wieku miasto było inspiracją dla amerykańskiego malarza niemieckiego pochodzenia Lyonela Feiningera, który był nim zafascynowany. Malował on akwarele, rysunki i szkice, związane m.in. z trzebiatowskimi kościołami, ratuszem, Basztą Kaszaną, a także Starym Miastem.
Trzebiatów pojawia się ponadto epizodycznie w dwóch filmach. W Trzebiatowie kręcono zdjęcia do filmu Veita Harlana „Kolberg”, w którym trzebiatowskie ulice występowały w roli zabudowy Wrocławia z 1813 roku. Film opowiada o obronie Kołobrzegu przed wojskami francuskimi. Zdjęcia w Trzebiatowie kręcono 28 maja 1944 roku. Utrwalono w nim nie tylko dawną zabudowę, ale także niemieckich mieszkańców, którzy wystąpili w filmie w rolach statystów. Ponownie Trzebiatów pojawił się w filmie dokumentalnym w marcu 1945 roku. Był to film „Bitwa o Kołobrzeg” w reżyserii Jerzego Bossaka. Trzebiatów jest w nim anonimowym miasteczkiem położonym na południe od Kołobrzegu. Film zrealizowała „Czołówka” Wytwórnia Filmowa Wojska Polskiego. Premiera odbyła się w Łodzi 10 maja 1945 roku jako nr 9/10 Polskiej Kroniki Filmowej.

## Sport
Największym obiektem sportowym w mieście jest stadion miejski GKS Trzebiatów z 800 miejscami siedzącymi oraz murawie o wymiarach 105 × 65 m. Na stadionie rozgrywa swoje mecze tutejszy zespół piłkarski TKS Rega Trzebiatów, który w sezonie 2010/2011 występował w III lidze w grupie pomorsko-zachodniopomorskiej. Rega powstała 1947 roku i ma barwy czerwono-biało-niebieskie.
Od 1999 r. działa klub unihokejowy MLUKS „Jedynka” Trzebiatów, który występuje w wielu zawodach: o mistrzostwo Polski, o mistrzostwo województwa oraz w zawodach międzynarodowych.
W mieście siedzibę ma klub piłki siatkowej TSS „Nowa Rega” Trzebiatów, mający barwy zielono-białe i którego zespół rozgrywa mecze w hali OSiR-u. W sezonie 2009/2010 męska drużyna brała udział w rozgrywkach III ligi.
Obecnie jedynym klubem siatkarskim aktywnie działającym w Trzebiatowie jest założony w 2023 roku Elephant Trzebiatów, który w sezonie 2023/2024 wywalczył awans do II Ligi centralnej PZPS mężczyzn i w dalszym ciągu występuje na poziomie II Ligi jako najlepszy zespół seniorski w województwie zachodniopomorskim.
Trzebiatów jest pierwszym miastem w międzynarodowym wyścigu kolarskim Bałtyk-Karkonosze Tour, który odbywa się co roku w czerwcu. Cyklicznie w czerwcu odbywają się także jest minimaraton Trzebiatowska Dziesiątka, który rozpoczyna się w Mrzeżynie a kończy w Trzebiatowie.
Miasto znajduje się także trasie lokalnego maratonu rowerowego Gryfland, który odbywa się w czerwcu i przejeżdża po drogach wojewódzkich powiatu gryfickiego.

## Wspólnoty wyznaniowe

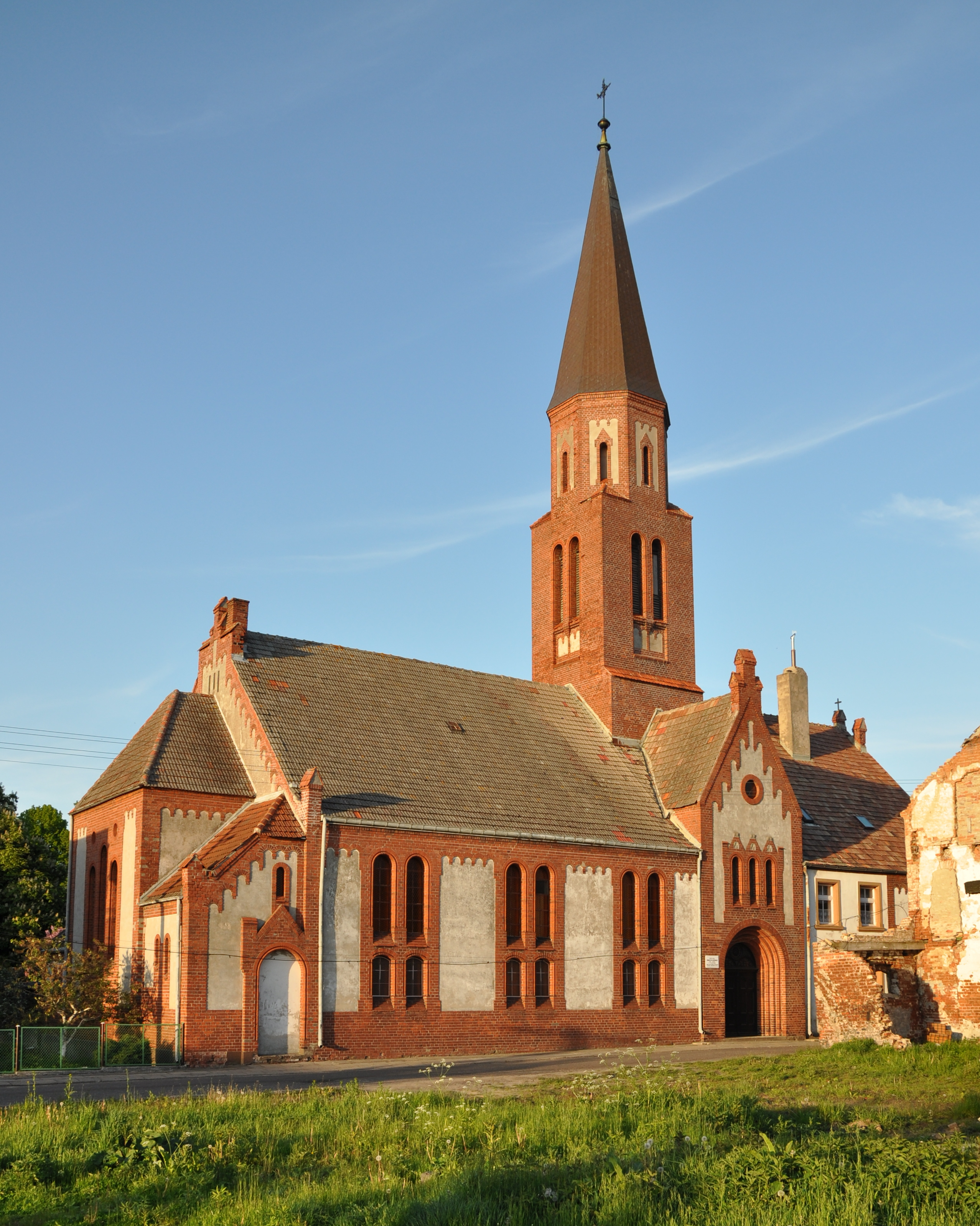
Kościół ewangelicko-augsburski św. Jana

Największy odsetek ludności Trzebiatowa stanowią wierni Kościoła rzymskokatolickiego. Na terenie miasta działalność religijną prowadzą następujące Kościoły i związki wyznaniowe:
- Kościół Ewangelicko-Augsburski w RP:
  - filiał parafii Trójcy Świętej w Szczecinie[82]
- Kościół greckokatolicki:
  - parafia Świętych Apostołów Piotra i Pawła[83]
- Kościoła rzymskokatolicki:
  - parafia Macierzyństwa Najświętszej Maryi Panny[84]
  - parafia wojskowa bł. Michała Kozala[85]
- Polski Autokefaliczny Kościół Prawosławny:
  - parafia Świętego Ducha[86]
- Świadkowie Jehowy:
  - zbór Trzebiatów (Sala Królestwa ul. Szafirowa 19 B)[87][88].

Od 1997 roku w styczniu w Trzebiatowie odbywa się ekumeniczne Spotkanie Czterech Świec. W czasie wieczoru wierni przedstawiają swoje bożonarodzeniowe tradycje. Spotykają się również przy wspólnym stole, na którym znajdują się potrawy przygotowane przez przedstawicieli wyznań. Tradycją wieczoru jest zapalenie czterech świec symbolizujących cztery Kościoły chrześcijańskie, do których należą mieszkańcy Trzebiatowa.

## Administracja

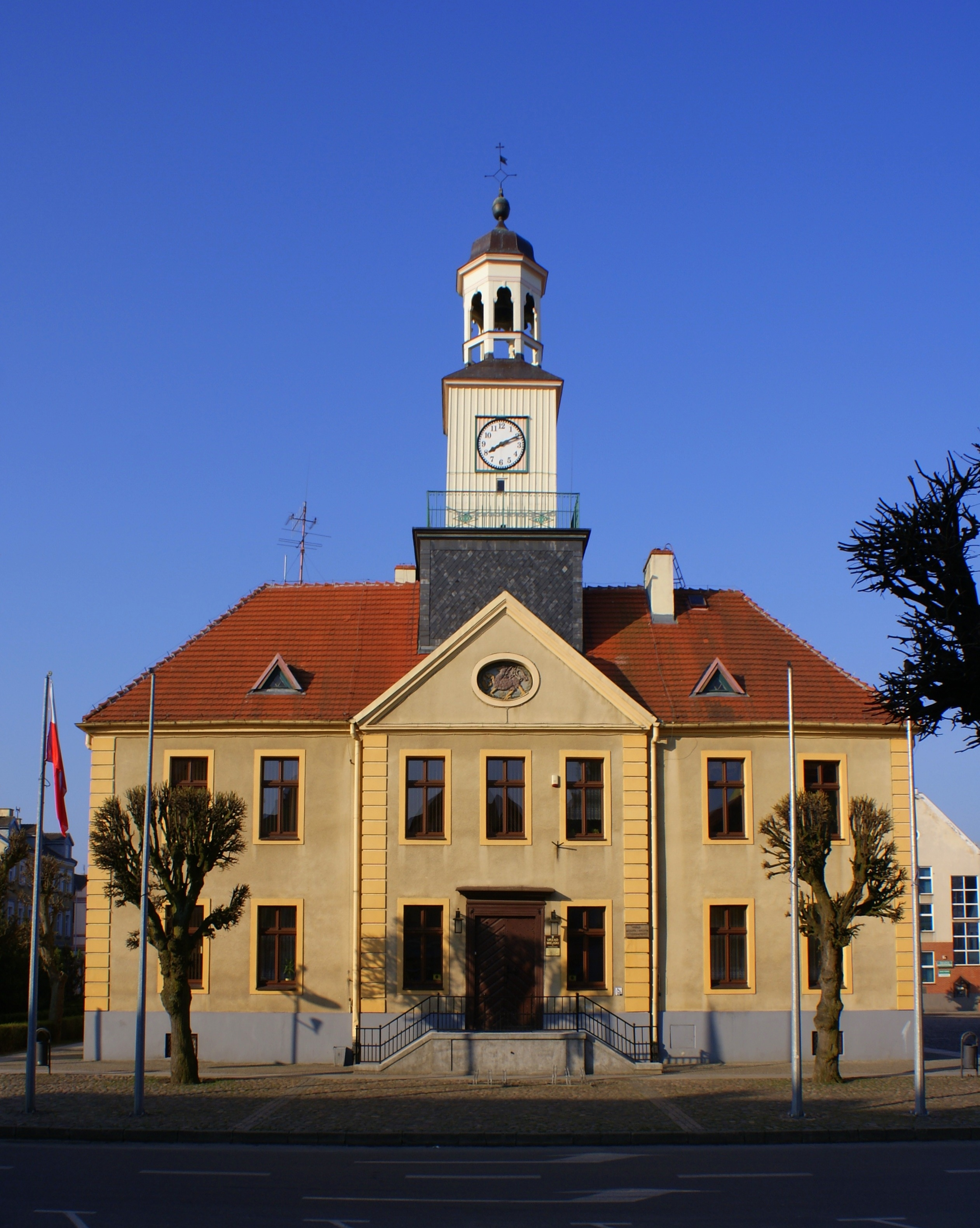
Ratusz miejski

Mieszkańcy Trzebiatowa wybierają do rady miejskiej 9 radnych (9 z 15). Pozostałych 6 radnych wybierają mieszkańcy terenów wiejskich gminy Trzebiatów. Organem wykonawczym władz jest burmistrz. Siedzibą władz miejskich jest zabytkowy ratusz znajdujący się na Rynku.
W granicach miasta utworzono dwie jednostki pomocnicze:
- Sołectwo Białoboki, w północno-zachodniej części miasta,
- Osiedle Jaromin, we wschodniej części miasta.

Mieszkańcy Trzebiatowa wybierają posłów na Sejm z okręgu wyborczego nr 41, senatora z okręgu wyborczego nr 98, a posłów do Parlamentu Europejskiego z okręgu wyborczego nr 13. Większość urzędów szczebla regionalnego znajduje się w Gryficach (siedzibie starostwa).

### Miasta partnerskie
Władze gminy Trzebiatów współpracują z administracją 4 zagranicznych miast i gmin, a także z 2 polskimi gminami:
- Grevesmühlen
- Großräschen
- gmina Istebna
- gmina Sjöbo
- gmina Wandlitz
- gmina Brwinów

## Infrastruktura

### Infrastruktura turystyczna

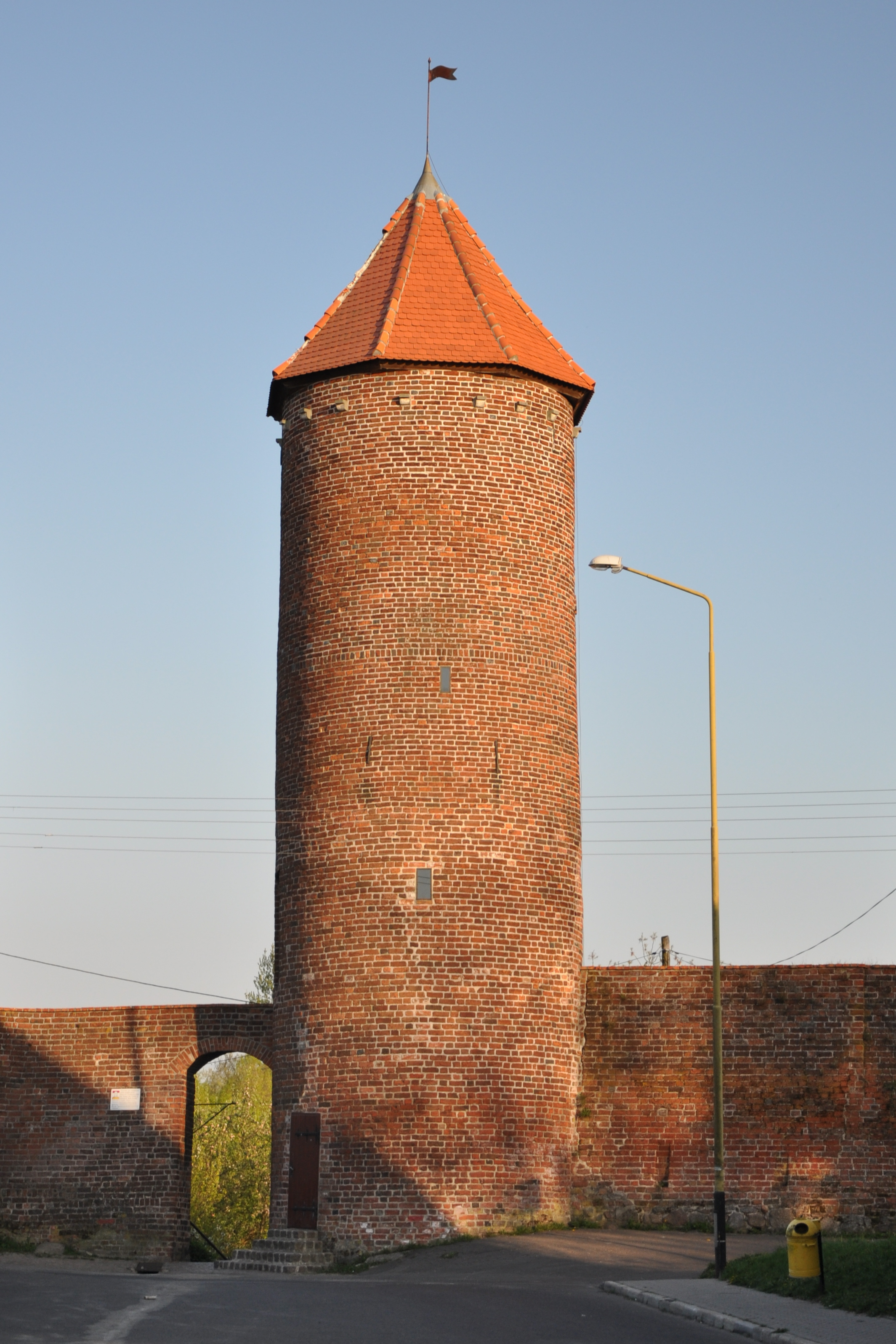
Baszta Kaszana

Trzebiatów stanowi niewielki ośrodek turystyczny z walorami kulturowymi, dużą liczbą zabytków, zespołem mieszczańskich kamienic, czterech świątyń, pałacem, ratuszem na rynku. Miasto cechuje średniowieczny układ urbanistyczny wraz z opasającą go rzeką Regą, która stanowi drogę spływów kajakowych w okresie letnim. Organizowane są tu niewielkie imprezy kulturalne. Latem Trzebiatów odwiedzają turyści wypoczywający w pobliskich miejscowościach nadmorskich, tj. Mrzeżyno, Niechorze, Pogorzelica, a także z lokalnych gospodarstw agroturystycznych. Bazę noclegową w Trzebiatowie stanowi jeden pensjonat dwugwiazdkowy oraz pobliski dworek w Nowielicach. W całym 2007 roku z noclegu w mieście skorzystało 2254 osób.

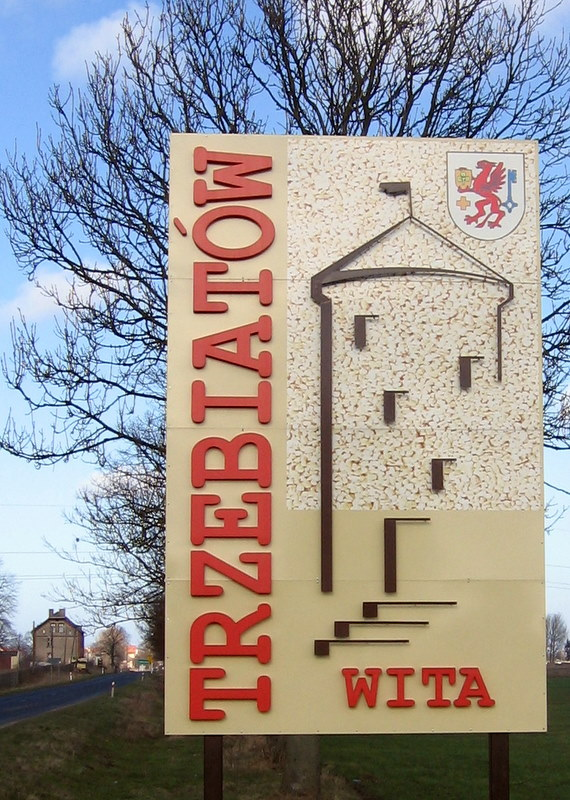
Witacz Trzebiatowa

W Trzebiatowie znajduje się punkt informacji turystycznej, przy ul. W. Witosa. Urząd miejski ustawił tablice informacyjne przed wybranymi większymi zabytkami, na których przedstawia historię i architekturę tychże budowli. W mieście działa klub przewodników PTTK „Baszta Kaszana”, który organizuje rajdy, wycieczki, spływy kajakowe oraz dba o oznakowanie szlaków turystycznych.
Przez Trzebiatów przechodzi jeden szlak turystyczny pieszy oraz jeden szlak rowerowy. Od zachodniej strony od Rewala po szosie drogi wojewódzkiej nr 102 do miasta wchodzi czerwony Szlak Nadmorski, który przechodząc przez Stare Miasto, skręca na rynku w kierunku kamiennego mostu nad Regą, gdzie dalej biegnie w kierunku Mrzeżyna po szosie drogi wojewódzkiej nr 109.
Przez miasto przebiega także międzynarodowy szlak rowerowy R-10, który został wytyczony wzdłuż południowego wybrzeża Bałtyku. Szlak wpada do miasta od południowo-zachodniej strony z Sadlenka po drodze wojewódzkiej nr 103. Następnie przechodzi przez całą ulicę II Pułku Ułanów, Rynek, Wojska Polskiego, plac Zjednoczenia, most nad Młynówką i Regą, a następnie odbija w lewo z drogą wojewódzką nr 109 do Nowielic w kierunku północnym.

### Transport

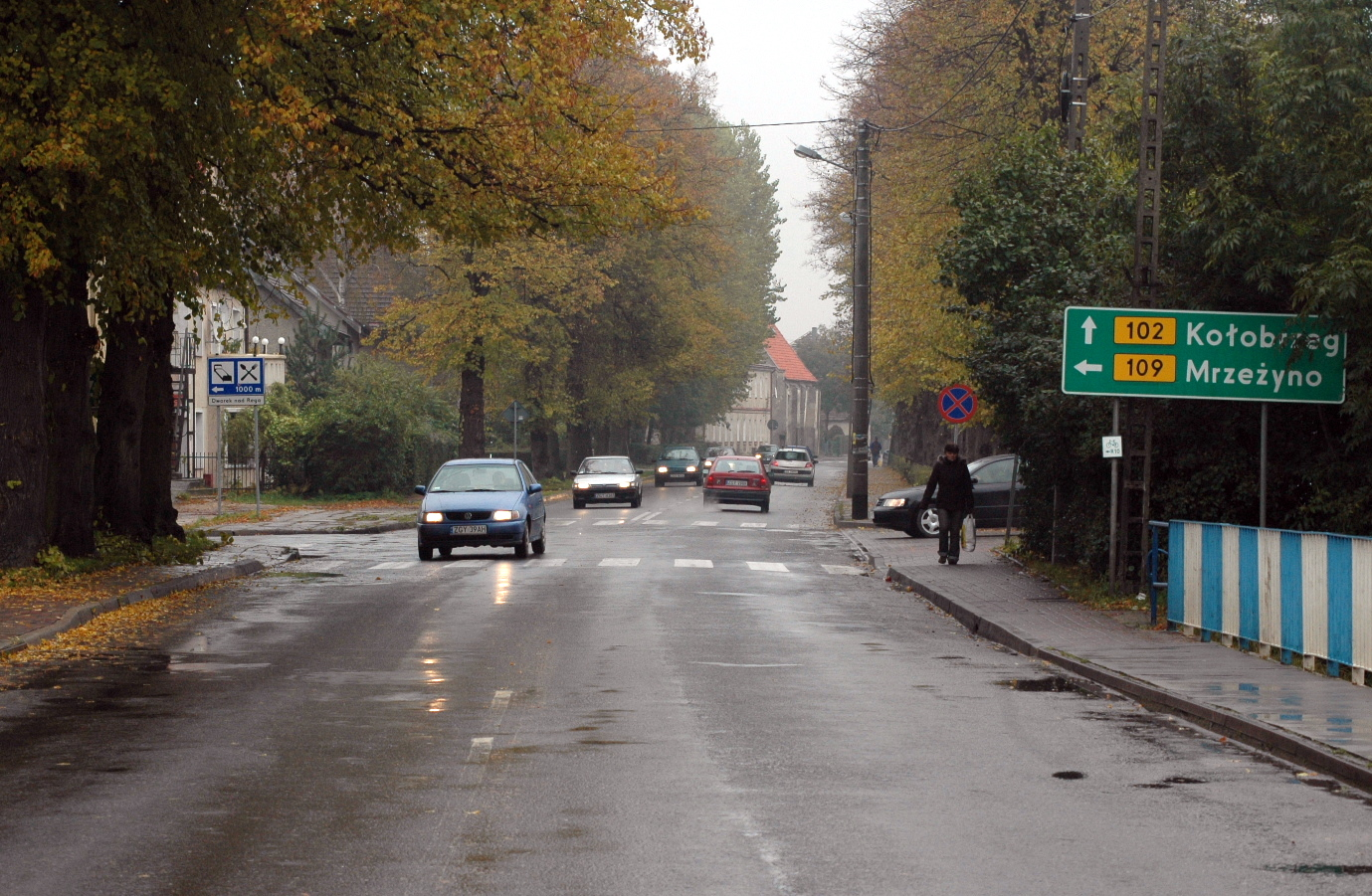
Wspólny odcinek drogi nr 102 z nr 109 – ulica Mostowa

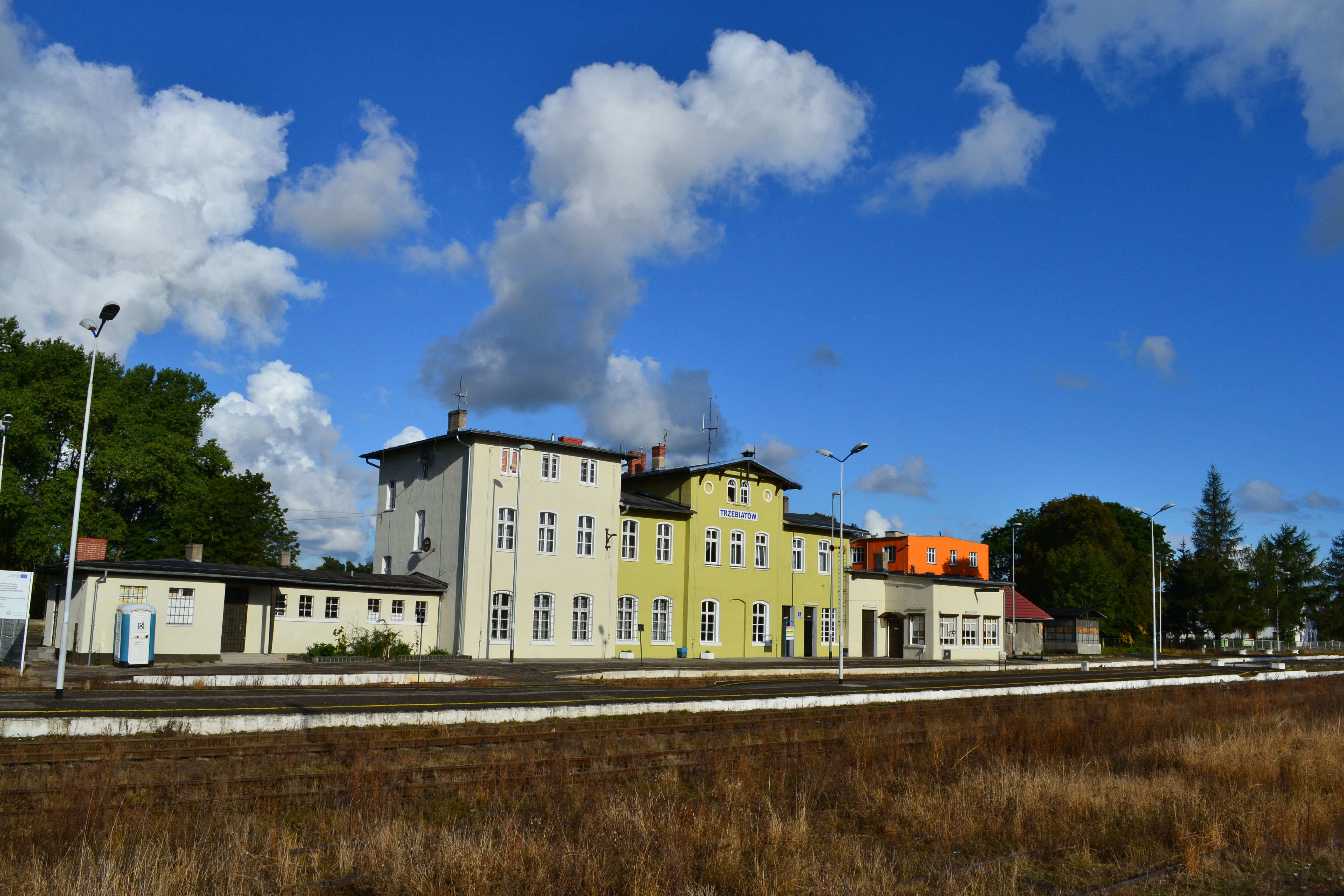
Dworzec kolejowy

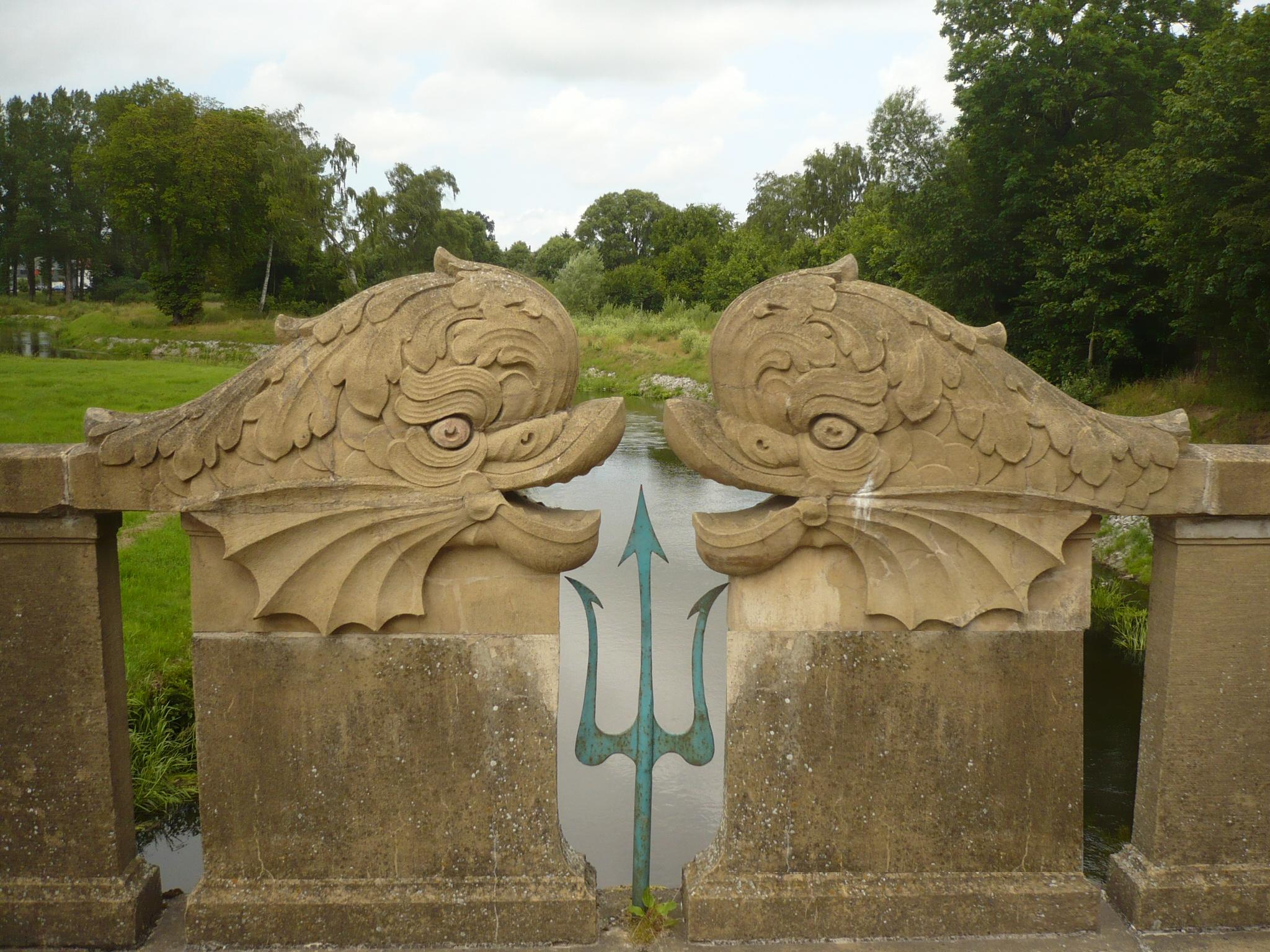
Trzebiatów. Most kamienny

Trzebiatów stanowi węzeł komunikacyjny, w którym zbiegają się trzy drogi wojewódzkie: droga wojewódzka nr 102 łącząca miasto z Kołobrzegiem (31 km) oraz z Rewalem (19 km), droga wojewódzka nr 103 przez Cerkwicę (12 km) do Świerzna (22 km), oraz droga wojewódzka nr 109 do Mrzeżyna (10 km) i do Gryfic (18 km).
Niegdyś układ dróg wojewódzkich skutkował dużym natężeniem ruchu samochodowego w centrum miasta. W sezonie letnim wzmożony ruch turystyczny powodował zatory drogowe, a duże samochody transportowe przejeżdżające m.in. przez Rynek, doprowadzały do niszczenia dróg wewnętrznych miasta oraz starszych budynków (np. dom kultury). Ruch drogowy w centrum miasta w tym okresie znacznie odciążyła północna obwodnica w ciągu drogi wojewódzkiej nr 102 oraz zachodnia w ciągu drogi wojewódzkiej nr 109.
Miasto ma dworzec kolejowy, przez który przechodzi niezelektryfikowana linia kolejowa nr 402, z Goleniowa do Kołobrzegu.
Kiedyś do Trzebiatowa z trzech kierunków (Gryfice – Karnice – Trzęsacz – Pogorzelica Gryficka – Trzebiatów Mokre – Trzebiatów, z odgałęzieniem Trzebiatów Mokre – Mrzeżyno Gryfickie, Gryfice – Tąpadły – Dargosław – Trzebiatów) dojeżdżała Gryficka Kolej Wąskotorowa. Są także plany przedłużenia linii turystycznej Gryfice – Pogorzelica Gryficka do Trzebiatowa.
Najbliższe duże porty morskie znajdują się w Kołobrzegu i Dziwnowie, a najbliższa przystań jachtowa w porcie w Mrzeżynie, z którym Trzebiatów jest połączony rzeką Regą. Najbliższy port lotniczy Szczecin-Goleniów znajduje się 67 km od miasta.
Środkiem komunikacji miejskiej w Trzebiatowie są taksówki. Transport między sąsiadującymi miejscowościami a Trzebiatowem zapewniają głównie autobusy dużych przewoźników oraz prywatne busy. W mieście znajduje się 7 przystanków komunikacji drogowej, których właścicielem lub zarządzającym jest samorząd gminy Trzebiatów.
W Trzebiatowie ustalono jedną strefę płatnego parkowania, gdzie pobiera się opłaty za parkowanie w dni robocze.

### Bezpieczeństwo i opieka zdrowotna

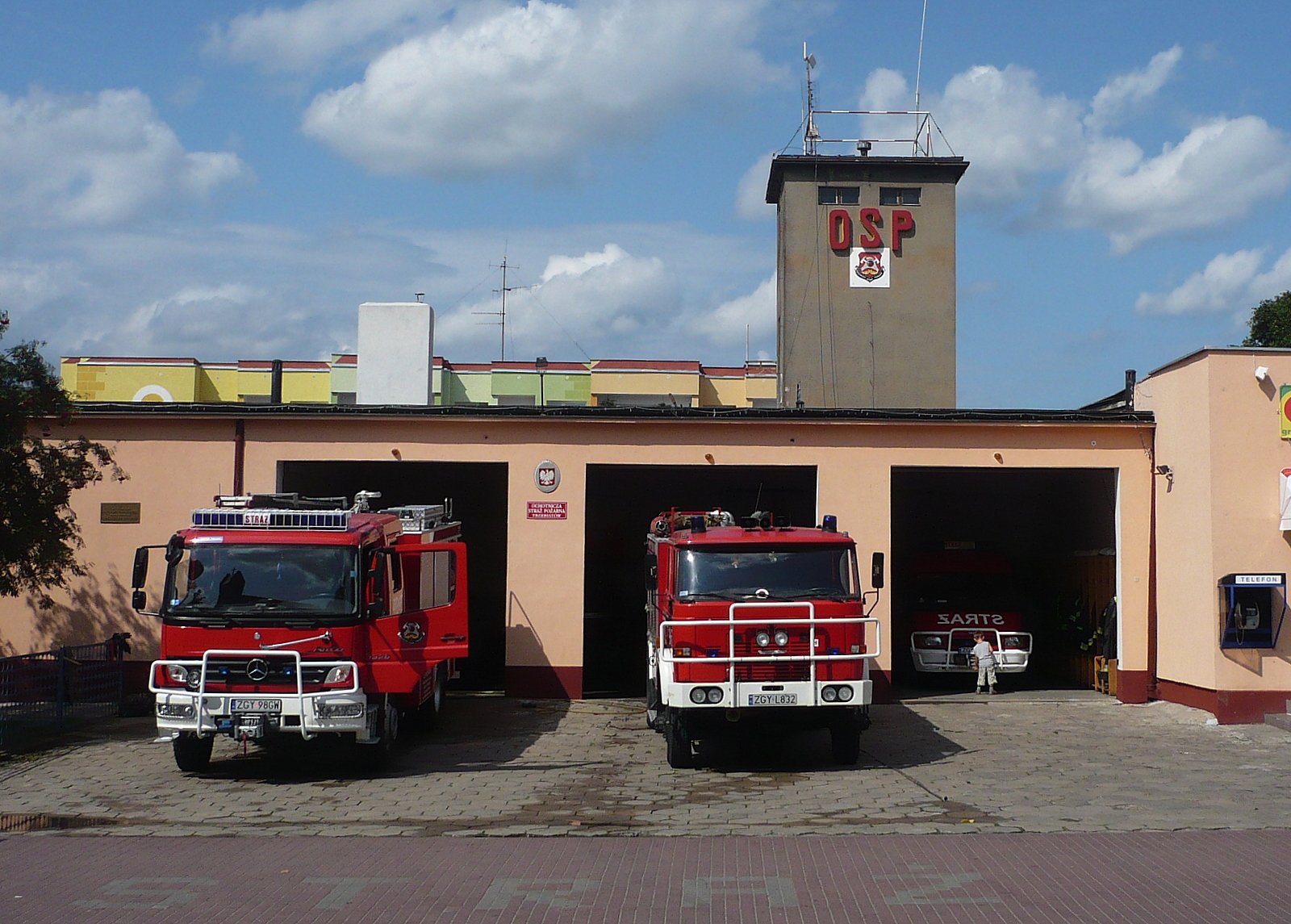
Remiza strażacka

W mieście znajduje się komisariat Policji oraz remiza Ochotniczej Straży Pożarnej, przy której od kwietnia 2006 roku działa także sekcja płetwonurków. Trzebiatów ma także swoją Straż Miejską. W celu poprawy bezpieczeństwa władze miasta wprowadziły program Bezpieczne Miasto Trzebiatów, w ramach którego mają współdziałać wszystkie służby publiczne związane z miastem. Trzebiatów prowadzi także monitoring swoich ulic.
W Trzebiatowie mieści się jednostka wojskowa (JW 1879), w której stacjonuje 3 Batalion 7 Pomorskiej Brygady Obrony Wybrzeża. Wcześniej w jednostce stacjonował 36 Łużycki Pułk Zmechanizowany, przeformowany na 36 Brygadę Zmechanizowana im. Legii Akademickiej.
Trzebiatów ma 5 aptek. W 2006 roku w mieście działały 4 niepubliczne zakłady opieki zdrowotnej, a także dwóch lekarzy prowadziło praktyki lekarskie. Najbliższe szpitale wojewódzkie znajdują się w Gryficach, a także w Kołobrzegu. Miasto ma własny punkt wyjazdowy pogotowia ratunkowego.

### Ochrona przeciwpowodziowa

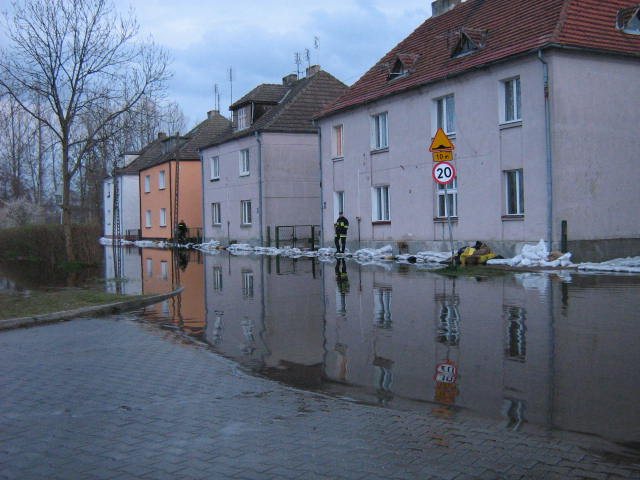
Podtopienia w mieście

Na odcinku od 12,7 do 16,9 km, Rega przepływa przez miasto Trzebiatów, stwarzając zagrożenie powodzią. W 1921 roku na Redze wykonano dwuwęzłowy stopień wodny dla potrzeb produkcji energii elektrycznej. Powyżej zwartej zabudowy miasta wykonano jaz rozdzielczy, który ma za zadanie stałe piętrzenie wody w rzece i kierowanie jej w części lub w całości do kanału energetycznego, a także bezpieczne przeprowadzenie na dolne stanowisko rzeki Regi wód powodziowych oraz nadmiaru wód bieżącego przepływu ponad wydatek kanału energetycznego.
Podczas powodzi w kwietniu 2008 roku rzeka przekroczyła poziom 4 metrów. Od 8 do 14 kwietnia w punkcie kontrolnym w Trzebiatowie przepływ wody podniósł się z 38,1 do 91,1 m³/s. Licząc przepływy z 9-20 kwietnia 2008, całkowita objętość fali powodziowej, jaka przeszła przez miasto wynosiła 27,56 mln m³.

### Ochrona środowiska
Trzebiatów jest ostatnim miastem na odcinku ujściowym rzeki Regi do Morza Bałtyckiego. W 1996 roku dokonano badań w ramach monitoringu reperowego. Punkt poboru próbek zlokalizowano na moście, w odległości 11,9 kilometra od ujścia, co nie obrazuje stanu wód po zrzucie wody z oczyszczalni w Trzebiatowie. Badania wód w punkcie reperowym wykazały ponadnormatywny stan zanieczyszczenia wód Regi. Niekorzystny wpływ na ocenę ogólną wywarły – stężenia fosforu ogólnego, barwników chlorofilowych oraz skażenie bakteriami typu kałowego.
W 2006 roku przeprowadzono ocenę jakości wód w punktach pomiarowo-kontrolnych monitoringu rzeki Regi. W Trzebiatowie na 12,9 km od ujścia oceniono wody rzeki na III klasę jakości. W 2007 roku ponownie zbadano jakość wód Regi w Trzebiatowie i oceniono je tym razem na IV klasę jakości.
W 1995 r. między Trzebiatowem a Chełmem Gryfickim oddano do użytku nowoczesną oczyszczalnię ścieków mechaniczno-biologiczną o projektowanej wydajności 6100 m³/doba. Oczyszczalnia nie wykorzystuje w pełni swoich możliwości – średnia wydajność w 2007 roku wynosiła 4500 m³/dobę.
Gmina Trzebiatów należy do Celowego Związku Gmin R-XXI, przez co realizuje wspólny program gospodarowania odpadami z innymi gminami. Obecnie wszystkie odpady z Trzebiatowa trafiają na składowisko odpadów komunalnych na południe od Włodarki. W 2007 r. w mieście zebrano w ciągu roku ogółem 2308,10 ton odpadków zmieszanych i wszystkie zostały zdeponowane na składowisku. Przy każdym większym osiedlu znajdują się pojemniki na plastik i szkło. Pojemniki na zużyte baterie znajdują się w szkołach, w urzędzie miejskim oraz jedynym dyskoncie spożywczym. W mieście nie prowadzi się zbiórki makulatury.

### Infrastruktura techniczna
Miasto Trzebiatów posiada system kanalizacji sanitarnej złożony z rurociągów i kolektorów o średnicy od Φ160 do Φ500 mm. Kanalizacja o spływie grawitacyjnym wspomagana jest lokalnymi przepompowniami ścieków z rurociągami tłocznymi. Ścieki z miasta spływają do przepompowni centralnej przy ul. Parkowej, skąd tłoczone są rurociągiem tłocznym (dł. ok. 2,3 km) do oczyszczalni ścieków.

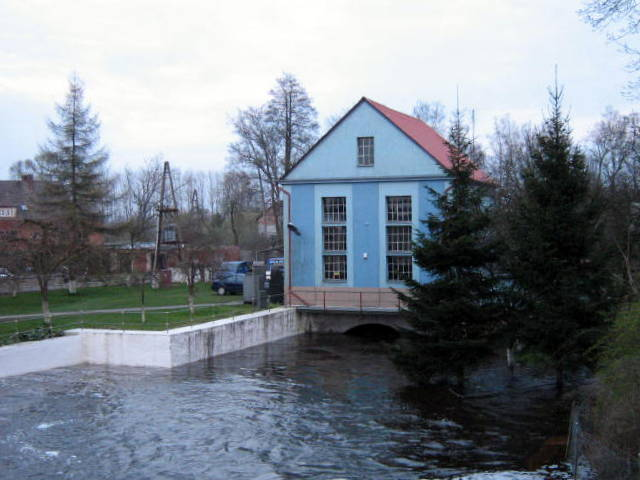
Mała elektrownia wodna

Woda dostarczana jest z 5 studni głębinowych w ujęciu wody w Trzebiatowie, na którym średnia wielkość produkcji wody wynosi 2800 m³/dobę i nigdy nie było eksploatowane o wydajności większej niż 3500 m³/dobę.
Energia elektryczna dla Trzebiatowa jest dostarczana dwiema liniami napowietrznymi z Gryfic i Kołobrzegu na poziomie napięcia WN 110 KV. W mieście znajduje się główna stacja 110/15 kV o mocy 2x16 MVA zasilająca gminę Trzebiatów. Na terenie miasta znajduje się 38 stacji transformatorowych (15/0,4 kV). Energia elektryczna dla mieszkańców miasta jest dostarczana przeważnie liniami kablowymi. Na Młynówce, tj. odnodze rzeki Regi znajduje się mała elektrownia wodna „Trzebiatów I”.
Przy ulicy Wodnej znajduje się telewizyjna stacja retransmisyjna nadająca sygnał MUX3.
W Trzebiatowie znajduje się 6 stacji bazowych sieci GSM trzech operatorów komórkowych. Operator Polkomtel ma zlokalizowane stacje w środkowo-południowej części miasta na południe od dworca kolejowego. Operator PTK Centertel ma stacje na Starym Mieście, natomiast T-Mobile jedną stację na Starym Mieście, a drugą we wschodniej części miasta. Operatorem telefonicznej sieci kablowej jest Telekomunikacja Polska.

## Honorowi obywatele miasta
Lista osób, którym Rada Miejska w Trzebiatowie nadała tytuł Honorowy Obywatel Miasta Trzebiatów:
- płk Ryszard Witwicki – były dowódca trzebiatowskiej jednostki wojskowej, tytuł nadany w 2006[109],
- Hans-Udo Vogler – pastor, tytuł nadany w 2006[110],
- gen. Stanisław Nałęcz-Komornicki – Kanclerz Orderu Wojennego Virtuti Militari, tytuł nadany w 2007[111],
- Tadeusz Żukowski – poeta, tytuł nadany w 2008[112],
- Andrzej Guzik – burmistrz Brwinowa, tytuł nadany w 2008[113],
- płk Karol Perłowski – żołnierz AK (ps. „Łoś”), powstaniec warszawski, tytuł nadany w 2009[114],
- dr Janina Kochanowska – historyk sztuki, znawczyni historii Pomorza Zachodniego, opiekunka merytoryczna seminariów naukowych „Trzebiatów – spotkania pomorskie”, współpracuje z Trzebiatowskim Ośrodkiem Kultury, tytuł nadany w 2009[115].

## Trzebiatowianie
- Grzegorz Szymański (1983) – strongman,
- Krzysztof Pyzia – polski pisarz, dziennikarz[116],
- Peter Friedrich Arndt (1817) – niemiecki matematyk,
- Ferdinand von Arnim (1814) – niemiecki architekt doby klasycyzmu,
- Johann Gustav Droysen (1808) – twórca Pruskiej Szkoły Historycznej, uczeń G. Hegla, prof. Uniwersytetu w Berlinie,
- Marek Działoszyński (1962) – komendant główny Policji,
- Ludwig Friedrich Kämtz (1801) – niemiecki fizyk i meteorolog,
- Bartosz Ława (1979) – piłkarz I-ligowego zespołu,
- Jolanta Mrotek (1970) – aktorka,
- Jürgen Pavels (1568) – kupiec i rajca miasta hanzeatyckiego Lubeka,
- Jacek Szymkiewicz (1974) – wokalista zespołu Pogodno,
- Fryderyk I Wirtemberski (1754) – książę, pierwszy król Wirtembergii,
- Ludwik Wirtemberski (1756) – książę, brat Fryderyka,
- Adam Bodnar (1977) – minister sprawiedliwości.